# جنگ صلیبی سوم
جنگ صلیبی سوم که به جنگ صلیبی پادشاهان نیز شهرت دارد، کارزار صلیبی بین سال‌های ۱۱۸۹–۱۱۹۲ میلادی/۵۸۵–۵۸۷ قمری در واکنش به شکست نیروهای مسیحی آن سوی دریاها در برابر سلطان ایوبی، صلاح‌الدین ایوبی در نبرد حطین و همچنین سقوط اورشلیم و بخش اعظمی از قلمروهای دولت صلیبی در سال ۱۱۸۷ میلادی بود که توسط فیلیپ دوم پادشاه فرانسه، ریچارد یکم پادشاه انگلستان و فریدریش یکم، امپراتور مقدس روم رهبری می‌شد. این کارزار که با فرمان پاپ آئودیتا ترمندی آغاز شده بود، تا حدودی برای صلیبیون موفق بود چراکه با بازپس گرفتن شهرهایی مهم همچون عکا و یافا، توانستند بخشی از قلمروی پادشاهی اورشلیم احیا کنند، اما در بازپس گرفتن اورشلیم که هدف اصلی این جنبش صلیبی بود، ناکام ماندند.
پس از ناکامی جنگ صلیبی دوم در سال‌های ۱۱۴۷–۱۱۴۹، خاندان زنگی موفق به تشکیل دولتی یکپارچه در سوریه و به نوبهٔ آن درگیر منازعات داخلی خلافت فاطمیان مصر شد. در نهایت صلاح‌الدین از فرماندهان نورالدین زنگی، توانست خلافت فاطمی را برانداخته و سلطنت ایوبیان را در مصر تأسیس کند و از مصر به عنوان برای پیگیری سیاست جهاد مسلمانان علیه فرانک‌های مسیحی در آن سوی دریاها استفاده کند. او سرانجام پس شکست نیروهای مسیحی در نبرد حطین، موفق به فتح اورشلیم و شهرها و قلعه‌های همچون عکا، اشکلون و یافا شد. در مقابل با سقوط اورشلیم و اخبار رسیده به غرب، با فراخوان پاپ گریگوری هشتم، هنری دوم پادشاه انگلستان و فیلیپ دوم پادشاه فرانسه (که بعدها به «فیلیپ آگوستوس» معروف شد) درگیری خود را با یکدیگر متوقف کرده تا طی یک جنگ صلیبی جدید عازم شرق شوند. با این حال، مرگ هنری باعث شد تا نیروهای انگلیسی تحت فرماندهی جانشین او، ریچارد قرار گیرند. امپراتور مقدس روم، فریدریش بارباروسا، نیز به فراخوان پاسخ داد و ارتش عظیمی را از مسیر بالکان و آناتولی رهبری کرد. او در مقابل سلطنت سلاجقه روم در آناتولی پیروزی‌هایی به دست آورد، اما پیش از رسیدن به سرزمین مقدس، در ۱۰ ژوئن ۱۱۹۰ بر اثر سقوط درگذشت تا نیروهای آلمانی پراکنده شده و تنها بخشی از آنها تحت رهبری پسر امپراتور فقید عازم اراضی مقدس شوند.
پس از آنکه نیروهای متحد صلیبی موفق به فتح شهر بندری عکا و دفع حملات صلاح‌الدین ایوبی شدند، فیلیپ - همراه با فرمانده جدید نیروهای آلمانی، لئوپولد پنجم، دوک اتریش - در اوت ۱۱۹۱ بخاطر اختلافات خود با پادشاه انگستان ریچارد، سرزمین مقدس را ترک کرده و به اروپا بازگشتند. با این حال نیروهای صلیبی در ادامه لشکرکشی خود تحت فرماندهی ریچارد توانستند نیروهای ایوبی را در نبرد آرسوف شکسته داده و موفق به تصرف یافا و در ادامه اشکلون شوند تا بیشتر سواحل شام به کنترل مسیحیان بازگردانده شود. وضعیت آشفتهٔ پادشاهی انگلستان در غیاب ریچارد و همچنین شکست‌های متعدد صلاح‌الدین در برابر صلیبیون سرانجام آنها واداشت تا در تاریخ ۲ سپتامبر ۱۱۹۲ معاهدهٔ صلح یافا نهایی کنند. طبق این معاهده صلح، اورشلیم همچنان در دست مسلمانان باقی می‌ماند اما تمامی شهرها و دژهای ساحلی تا یافا جنوب جز اشکلون نصیب مسیحیان و پادشاهی در تبعید اورشلیم می‌شد. همچنین به زائران مسیحی اجازه زیارت آزادانه از اماکن مقدس خود اعطا شد تا از آن زمان به بعد مسیحیان و مسلمانان (حتی تاجران) بتوانند آزادانه در خاک یکدیگر تردد کنند. پس از امضا معاهده نیز ریچارد در ۹ اکتبر ۱۱۹۲ سرزمین مقدس را ترک کرد و عازم اروپا شد. افزون بر این پیروزی‌های صلیبیون طی این جنگ صلیبی به مسیحیان اجازه داد تا قلمرو و به نوبه آن دولتی در قبرس برقرار کنند. با این حال ناکامی در بازپس گرفتن اورشلیم، سبب شد تا جنگ صلیبی دیگری در سال‌های ۱۲۰۲–۱۲۰۴ آغاز شود.

## پیش‌زمینه
با عقب‌نشستن نیروهای صلیبی از دمشق، دومین جنگ صلیبی با ناکامی به پایان رسید و صلیبیون در رسیدن به اهداف خود که همان فتح دمشق و بازپس‌گیری ادسا بود، ناکام ماندند. پس از اندک زمانی، اتابک انر در سال ۱۱۴۹ درگذشت، و امیر ابوسعید مجیرالدین ابق ابن محمد پس از او قدرت را در دمشق به دست گرفت تا اتحاد میان دمشق و اورشلیم به کلی از میان برود. امیر زنگی نیز پس از شکست صلیبیون در دومین کارزار صلیبی، با ترویج و تبلیغ جهاد و جنگ مقدس علیه صلیبیون و استفاده از آن در جهت پیشبرد اهداف خود، علاوه بر تلاش برای اتحاد جبهه اسلام، حملات خود را علیه فرانک‌ها با شدت بیشتری ادامه داد. نورالدین همچون پدرش، دربارهٔ جهاد علیه دولت‌های صلیبی موعظه می‌کرد و معتقد بود که پیروزی در میدان جهاد مستلزم طهارت نفس است. او در این رابطه، اقدام به ساخت مدارس، مساجد و خانقاه‌های متعدد کرد و سیاست‌های ضد شیعی-اسماعیلی خود را در پیش گرفت.
به موازاتی که نورالدین انسجام دولت خود را بازمی‌یافت، دولت‌های صلیبی بیش از پیش تحت فشار قرار می‌گرفتند. بالدوین سوم، پادشاه اورشلیم، که در آن ایام به سن قانونی رسیده بود، درصدد به دست گرفتن قدرت بدون دخالت مادرش، ملیساند، بود. با وجود احتمال آغاز جنگ داخلی در پادشاهی اورشلیم، سرانجام بالدوین توانست در سال ۱۱۵۳ مادر خویش را به عنوان نایب حکومت از قدرت برکنار کند تا بدین شکل منازعات سیاسی در اورشلیم به پایان برسد. ملیساند نیز پس از کنار رفتن از قدرت، در نابلس مستقر شد و مابقی ایام زندگانی خود را در آن شهر گذراند. بالدوین پس از کنار رفتن مادرش، نخستین اقدام و برنامه خود را که همان تصرف اشکلون بود، آغاز کرد. اشکلون شهر بندری، دارای استحکامات دفاعی و آخرین پایگاه مسلمانان در سواحل اراضی مقدس بود. فاطمیان مصر از این شهر به عنوان پایگاه برای عملیات‌های خود علیه پادشاهی اورشلیم استفاده می‌کردند. ساخت استحکامات در اطراف این شهر توسط صلیبیون و همچنین سرپل بودن این شهر میان اراضی مقدس و مصر سبب شده بود تا این بندر مبدل نقطه‌ای سوق‌الجیشی شود. بالدوین در ژانویه ۱۱۵۳ اشکلون را با تمامی نیروهای خود محاصره کرد. با وجود مقاومت چندماهه شهر، سرانجام در ۲۲ اوت همان سال تسلیم شد تا تصرف ناحیهٔ فلسطین توسط صلیبیون به‌طور کامل به پایان برسد.

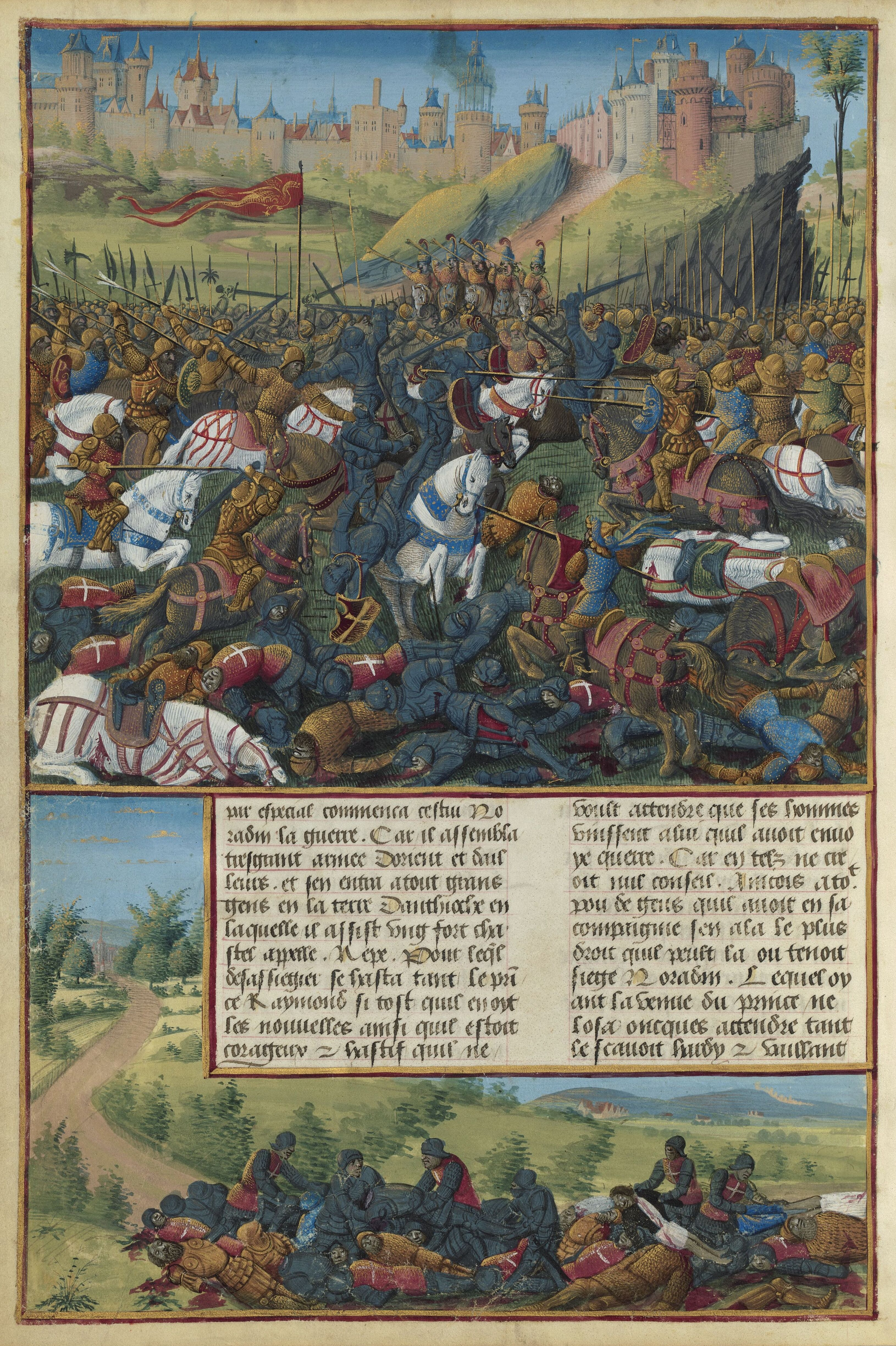
نبرد اناب، نگاره‌ای در کتاب مسافر آن سوی دریاها متعلق به قرن ۱۵ میلادی

فتح اشکلون توسط بالدوین سوم برای دولت‌های صلیبی نتایجی به دنبال داشت؛ در ایامی که نیروهای صلیبی مشغول محاصره اشکلون بودند، نورالدین با استفاده از این فرصت، به سمت دمشق لشکر کشید. بالدوین نیز از امکانات و نیروهای کافی برای حمایت از دمشق برخوردار نبود. اگرچه جانشینان معین‌الدین انر، اختلافات خود را با صلیبیون فیصله داده بودند، اما پس دومین جنگ صلیبی اهالی دمشق اعتماد خود را نسبت به صلیبیون از دست داده بودند. افزون بر این، پس از مرگ انر، میان جانشین وی، ابوسعید مجیرالدین ابق ابن محمد، و فرماندهٔ شبه‌نظامیان اَحداث، مؤیدالدوله بن صوفی، بر سر دمشق اختلافاتی پدید آمد و منجر به جنگ داخلی در این شهر شد. در همین ایام خطابه‌های مذهبی نورالدین اهالی دمشق را نیز تحت تأثیر قرار داده بود. تنها چندماه پس از سقوط اشکلون، مردم دمشق دروازه‌های شهر را به روی نورالدین باز کردند تا نورالدین کنترل سوریه را به‌طور کامل در دست بگیرد. علاوه بر این، فتح اشکلون سبب شد تا برای نخستین بار مصر در دسترس صلیبیون قرار بگیرد. ثروت و غنی‌بودن این سرزمین و همچنین ضعف و زوال دولت فاطمی عواملی بودند تا مسیحیان برای فتح این سرزمین وسوسه شوند.
بالدوین برای حفظ توازن در شامات و اراضی مقدس و نیاز به متحدی برای یورش به مصر از دریا و خشکی، آمادگی خود را برای برقراری روابط حسنه و اتحاد میان اورشلیم و امپراتوری بیزانس اعلام نمود. تا آن زمان اختلافات میان دو دولت سبب شده بود تا اتحادی میان آنها شکل نگیرد. مهم‌ترین اختلاف نیز موضوع انطاکیه و حاکمیت آن بود. امپراتوری بیزانس طبق توافق صلیبیون با آنها طی نخستین جنگ صلیبی، انطاکیه جز قلمروی خود می‌دانست اما شاهزادگان انطاکیه خود را مستقل می‌دانستند که این دعوی آنها از جانب اورشلیم تا آن زمان تأیید می‌شد. با این حال، شاهزاده انطاکیه، ریمون پواتیه، در ۲۹ ژوئن ۱۱۴۹ در نبرد اناب در مقابل نیروهای نورالدین کشته شد تا رینالد شاتیون پس از ازدواج با بیوه ریمون در انطاکیه به قدرت برسد. سیاست‌های ضد بیزانس و همچنین حمله او به قبرس سبب خشم امپراتور بیزانس و پادشاه اورشلیم شد. در این حین لشکرکشی مانوئل دوم به سمت انطاکیه، توافقی میان اورشلیم برقرار شد که ضمن عدم دخالت اورشلیم در امور انطاکیه و بازگذاشتن دست امپراتور بیزانس در آنجا، امپراتوری بیزانس وعده همراهی با صلیبیون در جنگ علیه نورالدین در شام و فاطمیان در مصر را داد. بدین ترتیب انطاکیه در آوریل ۱۱۵۹ تابع و خراجگزار امپراتوری بیزانس شد. پس از این رویداد، با وجود توافق طرفین، مانوئل با نورالدین صلح کرد و به قسطنطنیه بازگشت و بالدوین نیز اندک زمانی بعد بر اثر بیماری درگذشت تا به خاطر نداشتن وارث، برادرش، آمالریک، جانشین او در پادشاهی اورشلیم شود.

### مسئلهٔ مصر و ظهور صلاح‌الدین ایوبی
آمالریک پیش از رسیدن به سلطنت اورشلیم و در زمان زمامداری برادرش، کنت یافا و اشکلون بود بنابراین توجه ویژه‌ای به مصر و وضعیت موجود در آن داشت. در آن ایام خلافت فاطمی درگیر منازعات داخلی و جنگ میان دو وزیر آن، یعنی شاوَر بن مجیر السعدی و ابوالاشبال ضَرغام بر سر قدرت و وزارت مصر بود، بنابراین هر یک از طرفین درصدد یافتن هم‌پیمانی بودند تا از آن علیه دیگری استفاده کنند. با رسیدن ضرغام به وزارت، شاور از مصر به دمشق فرار کرد تا از نورالدین زنگی درخواست کمک کرد و تعهد داد پس از بازیافتن مقام وزارت در مصر، ضمن پرداخت خراج، امیران وی را در مصر مستقر کند و به آنها اقطاعاتی واگذار کند. با توجه به اهمیت مصر و همچنین ضعف دولت فاطمی در آن ایام، نورالدین نیروهای خود را به فرماندهی اسدالدین شیرکوه بن ایوب عازم مصر کرد تا شاور را بار دیگر در مصر به قدرت برساند. پیش از حرکت نیروهای شام، ضرعام طی نامه‌ای درصدد جلب نظر و همراهی نورالدین با وزارت خود داشت اما با توجهی نورالدین و همچنین با علم به حرکت شاور به همراه شیرکوه به سمت مصر، از پادشاه اورشلیم، آمالریک، تقاضای کمک کرد و وعده داد در صورت متوقف‌کردن نیروهای زنگی، مصر را تابع دولت اورشلیم خواهد کرد. با این حال با حمله نورالدین زنگی به بانیاس و معطوف‌کردن نگاه نیروهای اورشلیم به آنجا، شیرکوه توانست ضرغام را در سال ۱۱۶۴ شکست دهد تا شاور بار دیگر در مصر به قدرت برسد.
به محض کنار رفتن ضرغام، شاور که نگران تسلط کامل نورالدین زنگی بر مصر بود، برخلاف وعده خود به نورالدین، از شیرکوه خواست که مصر را ترک کند و به شام بازگردد. اما شیرکوه به سرعت با ارسال نیروهای خود، بر شهر بلبیس و شهرهای شرقیه (شرق نیل) مسلط گشت. در مقابل شاور نیز از آمالریک برای دفع خطر شیرکوه در ازای پرداخت پول، طلب کمک کرد. با رسیدن نیروهای اورشلیم به مصر، پس از سه ماه محاصره، سرانجام شیرکوه پیشنهاد بازگشت به شام را پذیرفت و به همراه نیروهای خویش عازم دمشق شد. آمالریک نیز که به امید استیلا بر مصر عازم مصر شده بود با رسیدن خبر یورش نورالدین قلمروی اورشلیم شد، به سمت اورشلیم عقب نشست. با این حال پس از ۲ سال، شیرکوه دوباره درصدد بازگشت به مصر برآمد تا حکومت قاهره را در دست بگیرد. بدین ترتیب در سال ۱۱۶۷ به همراه برادرزادهٔ خود، صلاح‌الدین ایوب، عازم مصر شد. شاور نیز بار دیگر در ازای اعطای امیتازات و پول از آمالریک تقاضای کمک کرد. در نبردی که به نبرد البابین معروف است و در نزدیکی جیزه در آوریل ۱۱۶۷ به وقوع پیوست، سپاه اورشلیم و امالریک موفق به متوقف‌کردن اسدالدین شیرکوه نشدند تا وی به همراه صلاح‌الدین به تحرکات خود در مصر ادامه و عازم اسکندریه شوند. پس از مستقر شدن بخشی از نیروها به فرماندهی صلاح‌الدین اسکندریه، شیرکوه خود عازم جنوب شد. تقسیم نیروها توسط شیرکوه باعث شد تا نیروهای آمالریک و شاور اسکندریه محاصره کنند. سرانجام میان طرفین توافق صلحی شد تا شیرکوه به همراه نیروهایش پس از دریافت ۵۰ هزار دینار از مصر خارج شوند و آمالریک نیز بدون آنکه شهری را تصاحب کند عازم اورشلیم شود. هرچند مقرر گردید تا تعدادی از شوالیه‌ها و بزرگان اورشلیم در مصر حضور داشته باشند و صدهزار دینار به دولت اورشلیم به عنوان خراج پرداخت شود تا مانعی باشد بر سر راه بازگشت نیروهای نورالدین زنگی به مصر.
با این حال این توافق نیز دوام نیافت؛ با نارضایتی روزافزون مصریان از حضور شوالیه‌ها و بزرگان اورشلیم در مصر و همچنین زمزمه‌های مذاکرات دربار مصر با نورالدین زنگی، شوالیه‌های مسیحی از آمالریک تقاضای مداخله کردند تا مبادا کنترل مصر را از دست دهند. آمالریک با وجود نارضایتی در اکتبر ۱۱۶۹ عازم مصر شد و پس از تصرف بلبیس بر روی شهر سوختهٔ فسطاط، که به دستور شاور برای جلوگیری از پیشروی نیروهای امالریک به آتش کشیده شد، مستقر شد تا به قاهره در خطر سقوط قرار گیرد. با احتمال سقوط قاهره، این بار خلیفه فاطمی، العاضد، با دادن وعده از نورالدین زنگی برای مقابله با آمالریک تقاضای کمک کرد و نورالدین نیز بار دیگر شیرکوه و صلاح‌الدین را عازم مصر نمود. پیش از رسیدن شیرکوه، شاور با آمالریک برای خروج نیروهای اورشلیم از مصر در ازای پرداخت یک میلیون دینار به توافق رسید و آمالریک به همراه نیروهای خود به اورشلیم بازگشت اما شیرکوه پس از رسیدن به قاهره با موافقت خلیفه فاطمی، شاور را به جرم خیانت دستگیر و اعدام کرد و خود وزارت مصر را در دست گرفت؛ هرچند وزارت وی تنها چند هفته دوام داشت.

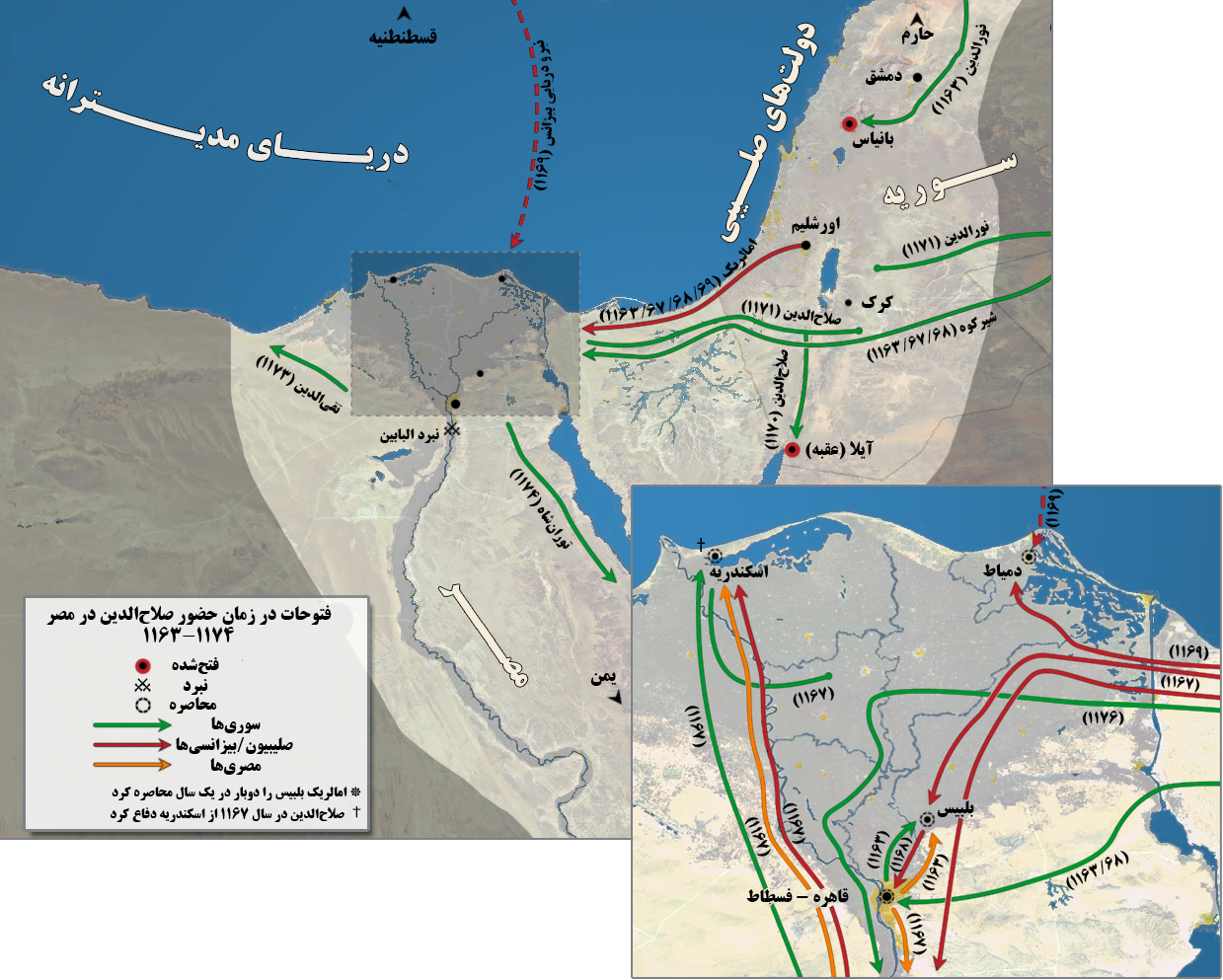
مسیر لشکرکشی آمالریک و شیرکوه به مصر (۱۱۶۳–۱۱۷۴)

با مرگ اسدالدین شیرکوه خلیفه فاطمی برادرزاده وی، صلاح‌الدین، را به عنوان وزیر مصر برگزید. العاضد امید داشت با انتخاب صلاح‌الدین که از نظرش فاقد قدرت و نفوذ لازم همچون شیرکوه بود، بتواند بار دیگر قدرت خلافت از وزرا گرفته و امور زمام را بار دیگر به دستان خلفا بازگرداند. صلاح‌الدین در بدو رسیدن به وزارت با تلاش‌های مؤتمن الخلافه و خدمتگزاران سیاه‌پوست قصر قاهره روبه‌رو شد که درصدد بودند با همکاری نیروهای اورشلیم، صلاح‌الدین و نیروهای وی را در مصر ساقط کنند که صلاح‌الدین با اطلاع از این موضوع، شورش آنها در قاهره (۱۱۶۹) را سرکوب کرد. افزون بر این، آمالریک پس از تسلط نورالدین بر مصر، طی نامه‌ای با امپراتور بیزانس خواهان اتحاد با امپراتوری برای حمله به مصر شد تا بتواند ضمن شکست نیروهای شام در مصر، کنترل مصر را در دست بگیرد. ناوگان و نیروهای متحد اورشلیم و قسطنطنیه برای داشتن پایگاه دریایی در سرزمین مصر، در اکتبر ۱۱۶۰ شهر بندری دمیاط محاصره کردند اما محاصره ۵۰ روزه نیروهای متحد مسیحی با شیوع بیماری و قحطی در اردوگاه آنان شکسته و سبب عقب نشینی آنها شد تا موج چهارم یورش صلیبیون به مصر بدون نتیجه‌ای به پایان برسد. صلاح‌الدین پس از پایان‌یافتن محاصره دمیاط، ضمن تحکیم پایه‌های قدرت خود و خاندانش در مصر، اصلاحات سنی‌مشربانه خود را آغاز کرد، با این حال با وجود اصرار مکرر نورالدین زنگی برای خواندن خطبه به نام خلیفه عباسی، صلاح‌الدین انجام این امر را به تأخیر می‌انداخت. این مسئله خود منجر به آغاز اختلافات میان نورالدین زنگی و صلاح‌الدین ایوبی در سال‌های پیشرو شد. با این حال مرگ خلیفه فاطمی در سپتامبر ۱۱۷۱، صلاح‌الدین را واداشت تا دستور به خواندن خطبه به نام خلیفه عباسی دهد تا خلافت اسماعیلی فاطمیان در مصر پس از ۲ قرن ساقط شود. هرچند تلاش‌هایی برای برقراری دوباره خلافت فاطمی همچون شورش عماره یمنی و کنزالدوله صورت گرفت اما صلاح‌الدین توانست تمامی این شورش‌ها سرکوب کند. پس از آن بود که وی با همراهی خاندانش سیاست‌های توسعه قلمروی خاندان ایوبی را در پیش گرفت و توانست یمن و نوبه را به قلمروی خود اضافه کند.

### منازعات داخلی اورشلیم
با وجود ناکامی آمالریک در به کنترل گرفتن مصر پس از ۴ لشکرکشی به این ناحیه، وی همچنان رؤیای فتح مصر را رها نکرد. وی پس از ناکامی در دمیاط، درصدد یورش دیگری با متحدان خود از جمله امپراتوری بیزانس و پادشاهی سیسیل برآمد اما پیش حرکت از در اثر بیماری در سال ۱۱۷۴ درگذشت تا پادشاهی اورشلیم به پسر جذامی و بیمار سیزده ساله‌اش، بالدوین، برسد و کنت طرابلس، ریمون سوم، نیابت حکومت وی را تا رسیدن به سن قانونی برعهده گرفت. افزون بر آمالریک، در همان سال، نورالدین زنگی که درگیر اختلافات خود با صلاح‌الدین ایوبی بر سر سیادت خاندان ایوبی بر مصر بود، به یکباره در ماه مه درگذشت تا دولت زنگیان در دمشق و شام درگیر منازعات درونی خاندانی بر سر قدرت شود. تمامی این اخبار برای صلاح‌الدین خوشایند بود. وی با اطلاع از مرگ نورالدین، با مطرح کردن این دعوی که وارث برحق زنگی است تا بتواند جهاد علیه دولت‌های صلیبی پیگیری و ادامه دهد، تلاش‌های خود را برای فتح شام و جزیره در هنگامهٔ منازعات درونی خاندانی زنگیان آغاز کرد. وی به سرعت توانست دمشق، حمص و حماة را به تصرف خود درآورد. با این حال پس از نبرد با نیروهای زنگی و محاصره چندین باره شهر حلب و موصل، سرانجام توانست در سال ۱۱۸۳ بر تمامی مناطق شام و شمال جزیره مسلط شود تا برای نخستین بار دولت واحد و متحد در مصر و شام، برخلاف گذشته، شکل گیرد. دولت‌های صلیبی در دورهٔ بالدوین چهارم با اطلاع از وضعیت وضعیت شامات پس از مرگ نورالدین زنگی و حضور صلاح‌الدین در این منطقه، حملات خود را به شام و شهرهایی همچون حمص، حماة و حارم در بازهٔ زمانی ۱۱۷۴ تا۱۱۷۶ آغاز کردند. با وجود تلاش‌های صلاح‌الدین برای برقراری آتش‌بس با دولت اورشلیم برای تکمیل کردن فتوحات خود در شام و جزیره، نیروهای صلیبی به حملات خود ادامه دادند. در سال ۱۱۷۷ صلاح‌الدین پس انعقاد توافق صلح با امیر حلب، عازم مصر شد تا خود برای جنگ با دولت‌های صلیبی در اراضی مقدس آماده کند. سلطان ایوبی در همان سال نخستین لشکرکشی خود را علیه دولت‌های صلیبی و فرانک‌ها آغاز کرد اما در نبرد مونت‌گیسارد یا رمله در جنوب اراضی مقدس متحمل شکست سنگینی از پادشاه جوان اورشلیم، بالدوین چهارم، شد و به سختی توانست در این نبرد بگریزد. با این حال صلاح‌الدین توانست در لشکرکشی بعدی خود علیه فرانک‌ها در سال ۱۱۷۹ با پیروزی در نبرد مرج عیون این ناکامی را جبران کند تا طرفین پس از خروجی این دو لشکرکشی تن به مذاکره صلح و آتش‌بس دهند و سرانجام در سال ۱۱۸۰ میان صلاح‌الدین و بالدوین توافق صلحی برقرار شد.
با توجه به بیماری جذام بالدوین، وی نه می‌توانست صاحب فرزند شود و نه امکان داشت عمر طولانی داشته باشد. چون شرایط جسمانی نیز مانع از حکمرانی مستقیم وی می‌شد، دوره حکومت وی، دورهٔ نایب‌السلطنه‌ها و گروه‌هایی بود که با نزدیک شدن به پادشاه برای کسب قدرت پادشاهی اورشلیم، با یکدیگر رقابت می‌کردند. نخستین نایب حکومت کنت طرابلس، ریمون بود که در طول دورهٔ نخست خود سعی کرد که با تزویج ازدواج خواهر پادشاه یعنی سیبلا با ویلیام مونفروا، مارکی شمال ایتالیا، مشکل وارثت پادشاهی را حل کند. در اکتبر ۱۱۷۶ این دو با یکدیگر ازدواج کردند ولی پس از یکسال در حالی سیبلا باردار بود، ویلیام مونفروا از دنیا رفت تا سیبلا پسرش بالدوین را به دنیا بیاورد. با پایان یافتن دورهٔ نیابت ریمون و رسیدن بالدوین چهارم به سن قانونی، بار دیگر دربار پادشاهی اورشلیم شاهد منازعات و اختلافات میان دو گروه «جبهه دربار» و «جبهه اشراف» بود. «جبهه اشراف» زیر رهبری ریمون سوم، کنت طرابلس و «جبهه دربار» زیر رهبری مادر بالدوین، آگنس کورتنی، و افرادی دیگر همچون ژوسلین کورتنی و رینالد شاتیون قرار داشت که درصدد نفوذ بر پادشاه بیمار بودند. بالدوین پس از مرگ ویلیام مونفروا، درصدد بود تا شوهر دیگری را برای خواهرش انتخاب کند. در عید پاک سال ۱۱۸۰، زمانی که ریمون و پسرعمویش بوهموند، شاهزاده انطاکیه درصدد بودند که سیبلا را به ازدواج بالدوین ابلین درآوردند، اختلافات بیشتر شد چرا که آن دو نزدیکترین افراد به خط پادشاهی بودند و در صورت مرگ بالدوین و نداشتن جانشین، می‌توانستند به حکومت برسند، اما قبل از رسیدن ریمون و بوهموند، با اصرار آگنس، بالدوین ترتیب ازدواج سیبلا با یکی از تازه‌واردان از پواتیه، به نام گی لوزینیان را داد که برادر بزرگتر آموری لوزینیان بود و در دربار پادشاه جایگاه برجسته‌ای داشت. بدین ترتیب گی پس از ازدواج با سیبلا مبدل به نایب و قیم حکومت اورشلیم و همچنین کنت‌نشین یافا و اشکلون شد. هرچند پس از چند ماه اختلافات و درگیری بالدوین با گی آغاز گشت. در سپتامبر ۱۱۸۳، صلاح‌الدین با اعلان این که رینالد شاتیون با حملات متناوب خود به کاروان‌های میان مصر و شام و همچنین حمله به بندرهای مسلمانان در دریای سرخ و همچنین شهرهای مقدس مسلمانان همچون مکه، معاهده صلح را نقض کرده است، لشکرکشی خود را علیه پادشاهی آغاز کرد. با وجود تلاش صلاح‌الدین برای درگیری با ارتش پادشاهی، گی از درگیری مستقیم اجتناب کرد. همین مسئله سبب شد تا بالدوین چهارم پس از عقب نشستن صلاح‌الدین، گی را بخاطر حمله نکردن به صلاح‌الدین و از دست‌دادن فرصت، متهم به خیانت کند. پادشاه بلافاصله او را از مقامش به عنوان نایب حکومت خلع و خود زمام امور را در دست گرفت. بالدوین همچنین سعی داشت که خواهرش را از گی جدا کند اما در این امر ناکام ماند.

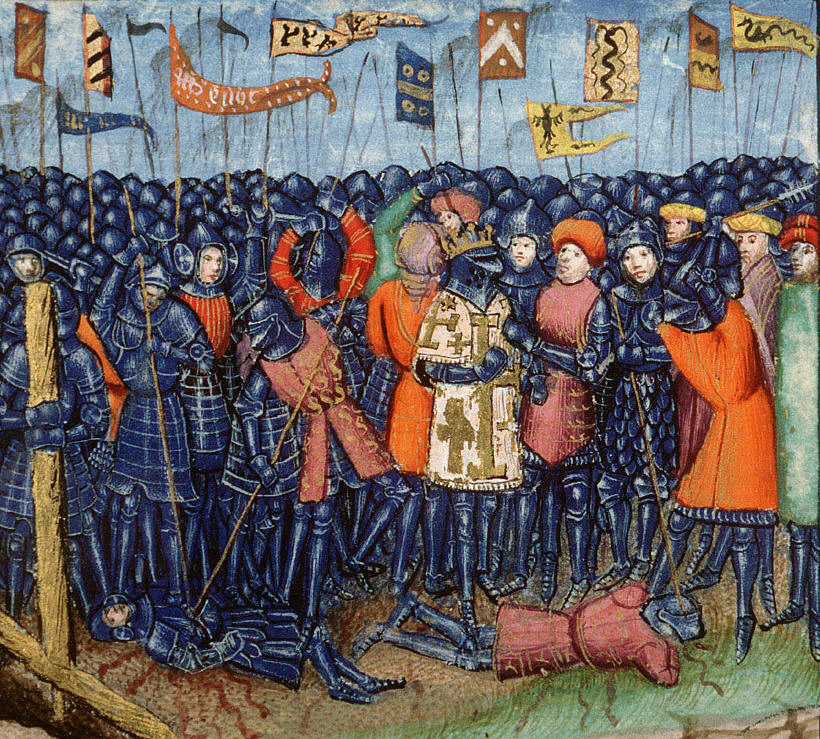
نگارهٔ نبرد حطین در استوریه د اراکلس، قرن ۱۵ میلادی

با وخیم‌تر شدن وضعیت جسمانی بالدوین، پادشاه جذامی بار دیگر از ریمون کنت طرابلس خواست تا به عنوان نایب ادارهٔ امور را در دست بگیرد. ریمون فقط با این شرط پیشنهاد نیابت را پذیرفت که دورهٔ نیابتش یک دهه و تا زمان رسیدن بالدوین پنجم به سن قانونی باشد. علاوه بر این مُصِر بود که همگان قسم یاد کنند که در صورت مرگ بالدوین پنجم — که او نیز مبتلا به جذام بود — پیش از رسیدن به سن قانونی، با مشارکت پاپ و پادشاهان انگلستان و فرانسه و امپراتور مقدس روم، یکی از دو دختر پادشاه آمالریک یعنی سیبلا یا ایزابلا به حکومت برسند. ریمون همچنین برای اینکه در صورت مرگ بالدوین پنجم اتهامی متوجه وی نشود، از پذیریش عنوان نیابت خودداری کرد و در عوض آن را به ژوسلین، برادر ملکهٔ مادر اعطا کرد. سرانجام در مارس ۱۱۸۵، بالدوین چهارم پس از سال‌های بیماری درگذشت، هرچند عمر دورهٔ خواهرزادهٔ او نیز کوتاه بود و بالدوین پنجم پس از چند ماه به دایی خود پیوست. بنا بر توافق قبلی تا تشکیل کمیته برای تصمیم‌گیری در مورد وارث حکومت، ریمون باید بر مسند نیابت باقی می‌ماند اما چنین نشد. در هنگامهٔ سفر ریمون به طبریه، ژوسلین راه‌های ورود به اورشلیم را بست و کنترل شهر عکا و بیروت را در دست گرفت. در این حین با وجود مخالفت بسیاری از اشراف و بزرگان، رینالد شاتیون و سراسقف اعظم اورشلیم، هراکلیوس نیز آماده مراسم تاج‌گذاری سیبلا و به نوبهٔ آن همسرش گی لوزینیان در اورشلیم شدند. ریمون در مقابل تمامی اشراف پادشاهی برای مقابله با این موضوع فراخواند اما جز تعدادی معدود، مابقی برای متهم نشدن به خیانت عازم اورشلیم شدند تا سوگند وفاداری خود را نسبت به ملکه و پادشاه جدید ادا کنند. ریمون با آگاهی از تاج‌گذاری سیبلا و گی و حمایت بخش اعظمی از اشراف و بزرگان پادشاهی، همراه با نیروهای خود به قلمروی خود عقب نشست. با وجود تلاش‌های متعدد بالین ابلین برای برقراری صلح میان پادشاه جدید و ریمون، کنت طرابلس در ازای کسب حمایت و پشتیبانی سلطان ایوبی در مقابله حملهٔ احتمالی گی لوزینیان، رسماً با صلاح‌الدین پیمان اتحاد بست و راه قلمروی خود را برای حرکت نیروهای ایوبی در اراضی مقدس بازگذاشت.

### نبرد حطین و سقوط اورشلیم
با آغاز پادشاهی گی لوزینیان به همراه سیبلا و همچنین اتحاد ریمون با صلاح‌الدین ایوبی، رینالد شاتیون با وجود هشدارها بار دیگر در سال ۱۱۸۷ حمله به کاروان‌ها تجاری و مسافران میان شام و مصر را آغاز کرد تا بار دیگر معاهده آتش‌بس میان پادشاهی و سلطان ایوبی در معرض خطر قرار گیرد. حملات رینالد به کاروان‌ها تجاری و غارت اموال آنها سبب شد تا صلاح‌الدین ضمن اعتراض به حملات رینالد، از پادشاه اورشلیم خواستار آزادی اموال ضبط شده و پرداخت غرامت شود. گی لوزینیان برای اجتناب از جنگ، طی فرمانی از رینالد، ارباب ماوراءاردن خواست تا ضمن آزاد ساختن اموال کاروان‌ها، خسارت لازم را پرداخت کند اما رینالد این فرمان نادیده گرفت و اعلام کرد در امور قلمروی خود مستقل است و معاهده صلح و اتش‌بس میان پادشاهی و صلاح‌الدین پایبند نیست. با به دست آوردن چنین بهانه‌ای، صلاح‌الدین ایوبی بار دیگر حملات خود را به اراضی مقدس و ماوراءاردن با هماهنگی ریمون کنت طرابلس آغاز کرد. در ایامی که صلاح‌الدین مشغول محاصره قلعه کرک بود، پادشاه اورشلیم درصدد گفتگو برای حل مشکل خود با ریمون برآمد، بنابراین هیئتی متشکل از بالیان ابلین و استادان ارشد شوالیه‌های معبد و مهمان‌نواز و دیگر افراد برجسته دربار را عازم طبریه کرد اما در میان راه با نیروهای صلاح‌الدین به رهبری مظفرالدین گوکبری برخورد کردند که با اجازه و هماهنگی ریمون وارد قلمروی پادشاه شده بودند. طی نبرد کریسون که با پیروزی نیروهای ایوبی همراه بود، استاد ارشد شوالیه‌های مهمان‌نواز و تعداد زیادی از شوالیه‌ها پادشاهی کشته و تنها سه شوالیه از معرکه جنگ فرار کردند. این نبرد و همچنین خطر سقوط پادشاهی اورشلیم توسط صلاح‌الدین و همچنین تهدیدهای پاتریارک اورشلیم مبنی بر لغو پیمان زناشویی وی و تکفیر او، سرانجام به هم‌پیمانی خود با سلطان ایوبی پایان داد و به گی لوزینیان اعلان وفاداری و تبعیت کرد.
پس از نبرد کریسون، طرفین به‌سرعت نیروهای خود را در یکجا در سال ۱۱۸۷ جمع کردند؛ صلاح‌الدین پس از رسیدن نیروهای جزیره و شامات، با دور زدن نوک جنوبی دریاچه طبریه در کفر سبت مستقر شد. صلیبیون نیز پس از جمع‌شدن تمامی نیروهای خود، در صفوریه گرد هم آمدند و با اطلاع از وضعیت نیروهای ایوبی که نمی‌توانند در جبهه بلاتکلیف باشند، منتظر پیشروی صلاح‌الدین ایوبی به داخل قلمروی پادشاهی شدند. صلاح‌الدین نیز که نمی‌توانست منتظر بماند، برای وادار کردن نیروهای صلیبی به حرکت از موقعیت مناسبی که در آن قرار داشتند، به طبریه لشکر کشید اما با مقاومت همسر ریمون مواجه شد. با این حال گی لوزینیان با وجود میل نیروهایش به مقابله با صلاح‌الدین، با نظر ریمون که مخالف حرکت از پهنهٔ خشک به سمت طبریه بود، موافقت کرد. اما با مخالفت رینالد شاتیون و همچنین جرارد رایدفورت، استاد ارشد شوالیه‌های معبد، با ماندن در صفوریه و خائن خواندن ریمون، پادشاه وادار به حرکت به سمت شمال و طبریه شد. صلاح‌الدین نیز با اطلاع از حرکت صلیبیون، نقشه و تله خود را آماده کرد؛ وی با مسموم کردن چاه‌های آب در مسیر راه و همچنین آتش‌زدن بوته‌ها و ایجاد گردوخاک و دود و تیرباران کردن نیروهای صلیبی، شرایط را برای صلیبیون دشوار ساخت و سرانجام دو لشکر در ژوئیه ۱۱۸۷ در شاخ حطین به یکدیگر رسیدند. نیروهای صلیبی که از تشنگی رنج می‌بردند، با وجود مقاومت زیاد در نهایت در مقابل صلاح‌الدین در حطین شکست خوردند. تنها ریمون کنت طرابلس و بالین ابلین توانستند از نبرد حطین فرار کردند اما مابقی همچون گی لوزینیان و جرارد رایدفورت توسط نیروهای ایوبی اسیر و افرادی همچون رینالد شاتیون نیز توسط خود صلاح‌الدین به جرم اقداماتش علیه مسلمانان طی سالیان گذشته کشته شدند. افزون بر این صلیب مقدس که توسط نیروهای صلیبی حمل می‌شدند به دست صلاح‌الدین افتاد تا قلمروهای صلیبی در شرایط بحرانی قرار گیرند.
به گمان بسیاری از مورخان همچون مادن، نبرد حطین مظهر بزرگ‌ترین شکست صلیبیون و پیروزی مسلمانان در تمامی جنگ‌های صلیبی بود. پس از این نبرد تقریباً تمامی نیروهای نظامی در قلمروهای صلیبی از میان رفتند و دفاع از سرزمین مسیحیان برعهده نیروهای کوچک و مدافعان شهر واگذار شد. در چنین شرایطی، مسیحیان و نیروهای صلیبی باقی مانده برای حفظ جان خود درصدد توافق با صلاح‌الدین برآمدند تا در ازای تسلیم شهرها و قلعه‌ها، از جان مسیحیان بگذرد. صلاح‌الدین نیز از ایده تسلیم‌شدن شهرها در ازای تضمین جان مسیحیان استقبال کرد. بدین ترتیب شهرهای بزرگی همچون عکا در دهم ژوئیه ۱۱۸۷ و اشکلون در چهارم سپتامبر همان سال تسلیم شدند. فتوحات صلاح‌الدین تنها به این شهر مختص نماند و موفق شد دیگر شهرهای بزرگ همچون یافا، ناصره، صیدا، بیروت، غزه، بیت لحم و غیره را بگشاید تا به پای دیوارهای اورشلیم برسد. بالین ابلین که از معرکه حطین فرار کرده بود و دفاع از شهر اورشلیم را برعهده گرفته بود، پس از محاصره شهر، مذاکرات خود را با صلاح‌الدین آغاز کرد. با وجود مخالفت‌های اولیه صلاح‌الدین و فرماندهانش و پس از تهدیدهای ابلین مبنی بر نابود کردن شهر اورشلیم و همچنین قتل‌عام جمعیت مسلمان آن شهر، سرانجام در ۲ اکتبر با تسلیم شدن شهر موافقت کرد و وعده داد به مسیحیان شهر آزاری نرساند و پس از آن که فدیه خود را پرداخت کردند، اجازه عبور آنها به سمت ساحل و شهرهایی همچون صور را بدهد. بدین ترتیب اورشلیم که پس از نخستین جنگ صلیبی به دست صلیبیون افتاده بود، بار دیگر توسط مسلمانان فتح شد. صلاح‌الدین فتوحات خود را پس از فتح اورشلیم ادامه داد و پس از دو سال توانست شهرها و قلعه‌هایی همچون کرک، کوکب، لاذقیه و غیره را بجز طرابلس، انطاکیه و صور را فتح و ضمیمهٔ قلمروی خویش کند تا قلمروی پادشاهی اورشلیم تنها به شهر صور محدود شود.

## آئودیتا ترمندی و صلیب‌گرفتن اروپا
با شکست مسیحیان در نبرد حطین و همچنین سقوط اورشلیم و از دست رفتن صلیب مقدس، بازماندگان مسیحی که در صور جمع شده بودند، اسقف‌اعظم شهر صور، جوسیوس، را در اواخر تابستان ۱۱۸۷ عازم غرب و اروپا کردند تا اخبار اراضی مقدس را به پاپ و پادشاهان اروپا برساند. اسقف‌اعظم صور نخست به دربار پادشاه سیسیل رسید و ویلیام دوم پس از شنیدن اخبار شرق، پس از ۴ روز سوگواری بخاطر سقوط اورشلیم، طی نامه‌ای از پادشاهان فرانسه و انگلستان و امپراتور مقدس روم خواست تا صلیب گرفته و عازم شرق شوند. پادشاه سیسیل خود نیز پس از صلح با امپراتوری بیزانس، همراه با نیروهای خود عازم طرابلس شد تا مانع از سقوط آن شهر توسط نیروهای صلاح‌الدین ایوبی شود. با رسیدن جوسیوس به رم، پاپ اوربان سوم وقتی از اخبار اراضی مقدس آگاه شد، بنا به روایات از غم و غصه در ۲۰ اکتبر ۱۱۸۷ درگذشت تا جانشین وی، گریگوری هشتم فتوا و فرمانی تحت عنوان آئودیتا ترمندی با تأیید نظر برنارد کلروو، در ۲۹ اکتبر ۱۱۸۷ صادر کرد؛ طی این فرمان، ضمن یادآوری سقوط ادسا و ناکامی مسیحیان طی جنگ دوم صلیبی، پاپ دلیل سقوط اورشلیم و صلیب مقدس را گناهان و اشتباهات خود مسیحیان دانست بنابراین از آنها خواست برای توبه و طلب بخشایش صلیب بگیرند؛ بنابراین تنها توبه و بازگشت از گناه می‌توانست بار دیگر اورشلیم را به دستان مسیحیان بازگرداند. همچنین طی این فرمان پاپ به تمامی پادشاهان و حاکمان مسیحی دستور داده بود تا به مدت هفت سال کشاکش و جنگ‌های میان خود را کنار گذاشته و در قامت یک مجاهد صلیبی به سمت اراضی مقدس حرکت کنند. با این حال پاپ گریگوری تنها پس از دو ماه تلاش بی‌وقفه برای آغاز جنگ صلیبی جدید درگذشت تا جانشین وی، کلمنت سوم، پس از قبول مسئولیت، تلاش خود را برای پیگیری جنگ جدید آغاز کند بنابراین نخست مکاتبات خود را با امپراتور مقدس روم، فریدریش بارباروسا، برای ترغیب وی آغاز کرد. در همان ایام اسقف‌اعظم صور عازم دربار پادشاه فرانسه و انگلستان شد تا دو پادشاه برای حضور در شرق گفتگو کند.

### هنری دوم و فیلیپ دوم
پیش از رسیدن جوسیوس به فرانسه و انگلستان، اخبار شرق توسط اسقف انطاکیه به گوش پادشاه انگلستان، هنری دوم، رسیده بود و پسر ارشد او، ریچارد، نیز پس از فراخوان پاپ صلیب گرفته بود. در آن ایام هنری درگیر جنگ با پادشاهی فرانسه و فیلیپ دوم آگوستوس بود. در ژانویه ۱۱۸۸ پس از فرمان آئودیتا ترمندی، دو پادشاه در ژیزور در مرز پادشاهی فرانسه و نورماندی ملاقات کردند تا برای حرکت به سمت شرق و توافق آتش‌بس مذاکره کنند. حضور اسقف‌اعظم صور و شرح وضعیت شرق در این جلسه سبب شد تا طرفین ضمن اعلان آتش‌بس، سوگند یاد کرده و صلیب گرفته و در عید پاک ۱۱۸۹ همگان به اتفاق عازم شرق شوند. همچنین توافق شد در این جلسه برای تأمین هزینه لشکرکشی، هردو پادشاه مالیات جدیدی را از مردم دریافت کنند. با این حال این توافق عمر کوتاهی داشت و آتش جنگ میان طرفین پس از نزاع میان کنت پواتیه و تولوز در ژوئین ۱۱۸۸ درگرفت شعله‌ور شد و طرفین بار دیگر به قلمروی خویش یورش بردند. درگیری‌ها در تمام تابستان و پاییز آن سال ادامه یافت تا آن که ریچارد که پیشتر درگیر منازعات درونی با پدرش، هنری، بود، پس از توافق با فیلیپ در ژانویه ۱۱۸۹، علیه حکومت هنری شورید. با وجود تلاش اسقف‌اعظم و نمایندگان پاپ برقراری صلح و آتش‌بس میان طرفین، جنگ تا ژوئیه ادامه یافت تا آن که پس از تصرف قلعه تور توسط فیلیپ دوم، هنری که درگیری بیماری بود، تن به خواستهٔ فیلیپ و ریچارد — که همان معاهده صلح طولانی‌مدت، خواسته‌های مرزی و قلمرویی و همچنین ازدواج ریچارد با خواهر پادشاه فرانسه و اعلام جانشینی وی به‌جای جان بود — داد و خود نیز دو روز پس از آن در شینون در ۶ ژوئیه ۱۱۸۹ درگذشت.
با مرگ هنری دوم و تاج‌گذاری ریچارد در ۳ سپتامبر ۱۱۸۹، آرامشی نسبی در پادشاهی انگلستان و فرانسه مهیا شد. به دنبال تاج‌گذاری ریچارد در وست‌مینستر، با پخش‌شدن شایعه دستور ریچارد به کشتن یهودیان، تعقیب و آزار یهودیان در لندن و یورک آغاز گشت. اما با دخالت پادشاه جدید، این مسئله به سرعت به پایان رسید و یهودیان که به اجبار به مسیحیت گرویده بودند، با دستور ریچارد به کیش پیشین خود بازگشتند و افرادی که عامل این اتفاق نیز بودند تنبیه و مجازات شدند. در همین ایام فیلیپ دوم پس از رسیدگی به امور پادشاه و مهیا کردن اسباب سفر خود به سمت اراضی، با فرستادن نمایندگانی از ریچارد خواست که در وزلی با وی دیدار و دربارهٔ سفر و لشکرکشی مشترکشان به سمت شرق تبادل نظر کنند. ریچارد نیز پس از رسیدگی به امور پادشاهی انگلستان و تأمین منابع مالی لشکرکشی خود، با اصرار مادرش در وزلی با فیلیپ دیدار کرد و مقرر گردید تا در اواخر بهار سال ۱۱۹۰ عازم شوند اما مرگ ناگهانی ملکه فرانسه سبب شد تا سفر دو پادشاه انگلستان و فرانسه تا ژوئیه به تعویق افتد. قبل از عزیمت، هر پادشاه توافق کرده بودند که نخست پس از حرکت نیروهای خود به سمت شرق، در زمستان در مسینا بار دیگر با یکدیگر دیدار کنند. همچنین مقرر شد تمامی دستاوردهای لشکرکشی را به‌طور یکسان میان خود تقسیم کنند و برخلاف امپراتور مقدس روم به‌جای مسیر زمینی و عبور از قلمروی بیزانس، از مسیر دریا عازم شرق شوند.

### صلیب‌گرفتن امپراتور مقدس روم
با رسیدن اخبار شکست در حطین و سقوط اورشلیم به دربار آلمان رسید، امپراتور سالخورده مقدس روم، فریدریش، که پیشتر در جنگ ناموفق صلیبی دوم نیز حاضر شده بود، متأثر گذشت اما به گفته استیون رانسیمان، بخاطر شرایط امپراتوری و روابط وی با دربار پاپ، سیسیل و مدعیان حکومت و همچنین عدم نقش پررنگ آلمانی‌ها در دولت‌های صلیبی در اراضی مقدس جانب احتیاط را فرونگذاشت. اما با حضور خاندان مونتفرات به رهبری کنراد در اراضی مقدس پس از سقوط اورشلیم و دفاع وی از شهر صور، ازدواج پسرش با شاهزاده سیسیل و همچنین مرگ پاپ اوربان سوم و برقراری روابط حسنه با پاپ و دربار رم، سبب شد تا فریدریش بارباروسا در ۱۷ مارس ۱۱۸۸ در شهر ماینتس صلیب گرفته و قصد خود را از سفر به شرق و اراضی مقدس اعلام کند. با این حال آماده‌سازی شرایط برای عزیمت به شرق از مسیر زمینی  یک سال به طول انجامید. وی نخست پسرش، هاینرش، را به عنوان نایب حکومت انتخاب کرد و رقیب او، هاینریش شیر، را وادار ساخت که به مدت ۳ سال خاک امپراتوری ترک گوید. در حین آماده‌سازی و جمع‌آوری نیرو نیز او نماینده و نامه‌هایی را عازم دربار پادشاهی مجارستان، امپراتوری بیزانس و سلجوقیان روم کرد و آنها را از قصد و مسیر حرکت خویش به سمت اراضی مقدس آگاه ساخت. پادشاه مجارستان و سلطان سلجوقی به وی وعدهٔ همکاری دادند و امپراتور بیزانس نیز فرستادگانی به امپراتوری فرستاد تا جزئیات سفر و عبور سپاه فریدریش را بررسی و فراهم سازند. هرچند ایزاک دوم نسبت به این مسئله بخاطر اتحاد فریدریش با سیسیل، رقیب دیرینه و همچنین درخواست برای «امپراتور روم» خواندن وی و در نهایت اتحاد محرمانهٔ امپراتوری بیزانس با صلاح‌الدین ایوبی تردید داشت. افزون بر این، او برای تأمین منابع مالی جنگ صلیبی خود، مالیاتی را برای یهودیان آلمان تعیین کند اما به آنها وعده محافظت در برابر صلیبیون و عدم وقوع کشتار دیگری داد. پیش از آغاز حرکت نیز فریدریش فرستاده‌ای را به جانب صلاح‌الدین ایوبی فرستاد و از وی خواست ضمن بازگرداندن قلمرو و اراضی مفتوحه به مسیحیان، در ماه نوامبر ۱۱۸۹ در دشت زوآن آماده نبرد با وی باشد. با این حال صلاح‌الدین طی نامه‌ای درخواست امپراتور را رد کرد و اعلام داشت که تنها حاضر است اسیران مسیحی را آزاد و دیرها و کلیساهای مسیحی و لاتین در اراضی مقدس را به صاحبان آن واگذار کند.

## شرایط آن سوی دریاها

### نخستین ناکامی صلاح‌الدین

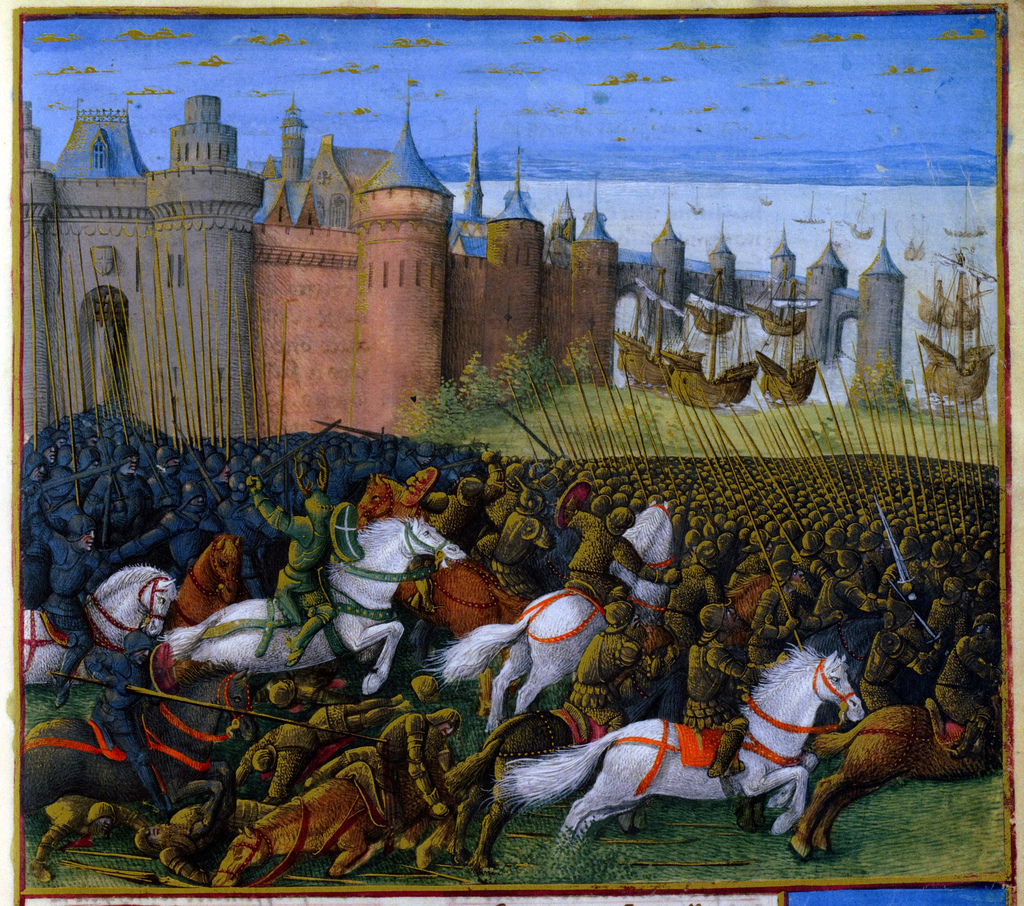
محاصره صور، نگاره‌ای در کتاب مسافر آن سوی دریاها متعلق به قرن ۱۵ میلادی

پس از فتح اورشلیم در اکتبر ۱۱۸۷ و دیگر شهرها و قلعه‌های بزرگ پادشاهی اورشلیم توسط صلاح‌الدین ایوبی، پیش از آن که اخبار حوادث اراضی مقدس به اروپا برسد، تنها کانون باقی‌مانده برای پناهندگان مسیحی، شهر صور بود که کنترل آن شهر در آن ایام در دست رینالد ارباب صیدا از بازماندگان نبرد حطین بود. سلطان ایوبی برای تکمیل فتوحات خود در اراضی مقدس و برانداختن پادشاهی اورشلیم، در نوامبر ۱۱۸۷ به سمت صور حرکت کرد. اما پیش از شروع محاصره امید داشت که صور نیز همچون دیگر شهرها بدون مقاومت تسلیم وی شود. درست زمانی که رینالد درصدد تسلیم شهر به صلاح‌الدین بود، کنراد مونفروا — که برادر ویلیام همسر نخست سیبلا بود — با اطلاع از اخبار سقوط اورشلیم با ناوگان خود از قسطنطنیه به شهر صور رسید. او پس از رسیدن با تسلیم شدن آخرین شهر مخالفت و امور شهر را از دستان رینالد گرفت و امور دفاعی شهر را برای مقابله با محاصره صلاح‌الدین همچون خندق و دیوارهای شهر آماده کرد. صلاح‌الدین نیز در پاسخ محاصره شهر را آغاز نمود و حملاتی را از زمین و دریا ترتیب داد اما بخاطر ضعف ناوگان دریایی وی در مقابل ناوگان اروپاییان، تمامی حملات وی برای فتح شهر ناکام ماند و حتی موفق به محاصره کامل شهر نشد. پس از ناکامی چندین باره نیروهای دریایی و زمینی صلاح‌الدین، وی سرانجام پس از مشورت با امیران و فرماندهان خود و مشاهده وضعیت نیروهای خود، دو ماه شهر محاصره ترک کرد و به همراه نیروهای خود به سمت عکا عقب‌نشینی کرد. همچنین با رسیدن نیروها و ناوگان پادشاه سیسیل، ویلیام دوم، در اواخر بهار سال ۱۱۸۸، صلاح‌الدین ایوبی مجبور شد محاصره حصن‌الاکراد را رها و از حمله به طرابلس خودداری و اجتناب کند.
پیروزی صلیبیون در صور سبب شد تا آخرین پایگاه مسیحیان در اراضی مقدس حفظ و مسیحیان برای بازپس‌گیری اراضی از دست رفته فرستادگانی را عازم دربار پاپ و دیگر پادشاهان مسیحی در اروپا کننند و منتظر رسیدن نیروهای کمکی از غرب باشند. افزون بر این، پیروزی کنراد در صور سبب شد تا وی وجهه برجسته‌ای در میان مسیحیان و صلیبیون باقی‌مانده کسب کند که بعدها از طریق آن توانست به مخالفت با پادشاه اسیر اورشلیم، گی لوزینیان، بپردازد. در مقابل نیز، این شکست به گمان لین-پول نقطه عطفی در زندگانی سیاسی و نظامی صلاح‌الدین بود و ورق را به ضرر وی برگرداند. همچنین شکست صلاح‌الدین در صور ضعف وی در فتح شهرها و قلعه از طریق محاصره بیش از پیش عیان کرد. در این شرایط بود که وی سرانجام پس از چند سال لشکرکشی مداوم، تصمیم به مرخص‌کردن موقت نیروهای خود در ژانویه ۱۱۸۹ گرفت و خود او نیز نخست عازم اورشلیم و عکا شد تا به امور آن سرزمین رسیدگی کند و سپس به پایتخت خود، دمشق، بازگشت.

### اختلافات کنراد و گی لوزینیان
پس از شکست صلاح‌الدین ایوبی در صور، سرانجام با نامه‌نگاری‌های مکرر سیبلا به صلاح‌الدین، وی به وعده خود که همان آزادی پادشاه اورشلیم پس از تسلیم‌شدن شهر اشکلون بود، وفا کرد و در ژوئن ۱۱۸۸ گی لوزینیان و دیگر افراد بالارتبه پادشاهی که پس از نبرد حطین در اسارت بودند، پس از آن که قسم یاد کردند که علیه سلطان ایوبی سلاح نگیرند و عازم غرب شوند، آزاد شدند. گی نخست به همراه دیگر بزرگان اسیر شده عازم طرابلس شد تا به همسرش بپیوندد. به محض آن که به طرابلس رسیدند، برای ادای سوگند خود نسبت به سلطان مسلمان طلب بخشایش کردند تا سوگند آنها از منظر کلیسا نسبت به سلطان ایوبی بی‌اعتبار شود. گی به همراه اندک نیروهای باقی‌مانده‌اش نخست به انطاکیه رفت و با شاهزاده آن، بوهموند، دیدار کرد و از وی طلب کمک کرد. سپس عازم آخرین پایگاه پادشاهی اورشلیم یعنی صور شد، اما کنراد از ورود وی به شهر ممانعت کرد و اعلام کرد تصمیم و قصدی برای واگذاری شهری که خود آن را نجات داده بود، به گی لوزینیان ندارد. همچنین کنراد از اینکه گی را پادشاه اورشلیم بداند، خودداری می‌کرد چراکه پادشاهی وی پس از شکست در حطین و اسارتش به پایان رسیده بود و اعلان نمود که تکلیف پادشاه و پادشاهی باید از حضور پادشاهان انگلستان و فرانسه و امپراتور مقدس روم در شرق مشخص شود. گی نیز نخست به طرابلس بازگشت و اما پس چند ماه دوباره به صور بازگشت و بار دیگر درخواست تفویض شهر را کرد که باز با مخالفت کنراد روبه‌رو شد؛ بنابراین به همراه نیروهای خود به اجبار برای چندین ماه بیرون از شهر اردو زد تا منتظر تغییر وضعیت بماند.

### واکنش فرانک‌های آن سوی دریاها
با فراخوان جنگ جدید صلیبی توسط پاپ پس از سقوط اورشلیم، پیزایی‌ها پس از آتش‌بس با رقیب خود یعنی جمهوری جنوا، نیروها و ناوگان خود را عازم شرق کردند تا به یاری نیروهای مسیحی بشتابند. ناوگان پیزایی‌ها در آوریل ۱۱۸۹ به سواحل صور رسید اما پس از اختلاف با حاکم شهر، کنراد، نیروهایی پیزا به گی و اندک نیروهایش پیوستند. افزون بر نیروهای پیزا، گی موفق شد نظر و مساعدت نیروهای سیسیل نیز جلب نماید. با وجود درگیری‌ها مختصر میان مسیحیان و مسلمانان در تابستان ۱۱۸۹، صلاح‌الدین ایوبی هنوز تصمیم به فراخواندن نیروهای خود برای ادامه لشکرکشی علیه پایگاه‌های مسیحیان در اراضی مقدس نگرفته بود و خود به همراه اندک نیروهایش مشغول محاصره قلعه شقیف ارنون بود. در مقابل نیز بیماری کنراد سبب شده بود تا نیروهای وی در صور ماندگار شوند. در این شرایط، در اواخر ماه اوت، گی لوزینیان به امید رسیدن نیروهای بیشتر از غرب به همراه نیروهای متحد خود عازم جنوب و شهر عکا شد و این شهر را از خشکی و دریا محاصره گرفت. شهر عکا بر شبه جزیره‌ای کوچکی ساخته شده بود. موقعیت جغرافیایی این شهر و همچنین موقعیت لنگرگاه و داشتن دیوارهای مقاوم و بزرگ سبب شده بود تا این شهر مبدل به دژی مستحکم در مقابل حملات دشمنان و توانایی مقاومت در برابر محاصره‌های طولانی داشته باشد. پس از اردو زدن در بر تپهٔ تورون، نیروهای صلیبی نخستین حملات خود علیه شهر آغاز کردند اما تمامی این حملات بدون نتیجه‌ای خاصی به پایان رسید تا آنها بیش از پیش چشم به راه رسیدن نیروهای بیشتر از غرب بنشینند.
در ابتدای سپتامبر، روند رسیدن نیروهای کمکی از غرب آغاز شد و ناوگان و نیروهایی از فریزلند، دانمارک، فلاندر و دیگر کشورها و افرادی همچون لودویگ تورینگن به سواحل اراضی مقدس رسیدند. با این حال ناوگان و نیروهای سیسیل پس از اطلاع از مرگ پادشاه خود، محاصره را ترک و عازم سرزمین خود شدند. در همین بین، لودویگ موفق شد تا کنراد را با این شرط که تحت فرمان گی لوزینیان نباشد، وادار به حضور در عکا کند. صلاح‌الدین با اطلاع از وضعیت عکا، نیروهای خود را بار دیگر از مصر، شامات و جزیره فراخواند و خود به همراه نیروهایش عازم عکا شد و نیروهای محاصره‌کنندهٔ شهر را به محاصره گرفت. صلاح‌الدین پس از اردو زدن در شرق نیروهای صلیبی، حملات خود را برای درهم شکستن محاصره آغاز کرد. با وجود تلاش‌های صلاح‌الدین ایوبی برای شکستن محاصره و همچنین تلاش صلیبیون برای شکست‌دادن نیروهای صلاح‌الدین و تصرف شهر عکا، وضعیت همچنان مثل گذشته باقی ماند. در همان ایام، رسیدن نیروهای بیشتر از غرب و همچنین خبر حرکت امپراتور مقدس روم به سمت اراضی مقدس سبب شد تا صلاح‌الدین تمامی نیروهای خود را از تمامی سرزمین‌های تابعش فرابخواند و از سایر حاکمان مسلمان و حتی مسلمانان اندلس و شمال آفریقا تقاضای کمک و مساعدت کرد. در همین زمان که نیروهای مسیحی در شرایط دشواری (قحطی و بیماری) به سر می‌بردند، سازشی میان کنراد و گی در سال ۱۱۹۰ پدید آمد که طی آن کنراد در ازای پذیرفتن پادشاهی گی، حکومت صور، صیدا و بیروت به وی اعطا شود. کنراد پس از توافق با گی عازم صور شد تا آذوقهٔ لازم و اسباب و ادوات محاصره را تهیه و به عکا بیاورد که در این امر نیز موفق بود، هرچند وضعیتی در صحنهٔ جنگ پدید نیامد و درگیری به صورت مداوم ادامه یافت. سرانجام بیماری و قحطی در اردوگاه صلیبیون سبب مرگ سیبلا، ملکه اورشلیم، و دو دخترش در پاییز ۱۱۹۰ شد تا پادشاهی گی که به اعتبار سیبلا شکل گرفته بود، از میان برود.

### مسئلهٔ پادشاهی
با مرگ سیبلا و دخترانش در پاییز ۱۱۹۰ و از میان رفتن حق گی برای پادشاهی اورشلیم، وارث پادشاهی اورشلیم در آن زمان ایزابلا، دیگر دختر آمالریک از ماریا کومننه، بود که در آن زمان با هومفری، ارباب تورون ازدواج کرده بود که در آن ایام در لشکر صلیبیون در عکا حضور داشت. بزرگان و اشراف باقی‌ماندهٔ پادشاهی به رهبری بالین ابلین در هنگامه محاصرهٔ عکا، که پیشتر از مخالفان پادشاهی گی بودند، درصدد گرفتن پادشاهی از گی لوزینیان برآمدند. با این حال گزینهٔ مدنظر بزرگان و اشراف پادشاهی کنراد مونفروا بود اما وی در آن زمان همسری در قسطنطنیه داشت بنابراین باید هردو از همسران خود طلاق گرفته تا بتوانند به ازدواج یکدیگر درآیند. نخست با فشار اشراف به هومفری و یادآوری عهدشکنی وی در سال ۱۱۸۶ و پذیرفتن پادشاهی گی برخلاف توافق میان پادشاه و ریموند، او را مجبور به پذیریش طلاق کردند اما ایزابلا با طلاق از هومفری مخالفت کرد. اشراف با استفاده از مادر ایزابلا، ماریا، که در آن زمان همسر بالین ابلین بود، وی را وادار به پذیرش طلاق کردند. در جلسه اسقفان نیز مادر ایزابلا با این دعوی آن که ایزابلا با فشار بالدوین چهارم و در سن کم با هومفری ازدواج کرده و همچنین ناتوانی آشکار هومفری در انجام وظایف زناشویی، خواستار ملغی شدن این ازدواج شد. با وجود مخالفت‌ها، سرانجام با طلاق ایزابلا از هومفری موافقت شد تا در چهارم نوامبر ۱۱۹۰ ایزابلا به عقد و ازدواج کنراد درآید.
با ازدواج کنراد و ایزابلا، اختلافات بار دیگر از میان صفوف صلیبیون پدید آمد. هواخواهان گی نسبت به این مسئله اعتراض کردند و نیروهای انگلیسی و نرماندی نیز به حمایت از گی پرداختند. در چنین شرایطی که دامنه اختلافات روز به روز بیش از پیش می‌شد، کنراد با آن که پادشاهی اورشلیم را براساس ازدواجش حق خود می‌دانست، از پذیریش عنوان پادشاه پیش از مراسم تاج‌گذاری امتناع کرد و همراه با همسر و نیروهایش عازم صور شد تا این کشاکش بیش از این به درازا نکشد. گی که در پای دیوارهای عکا حضور داشت، حاضر به کناره‌وری از پادشاهی نبود و حتی بنا به گفتهٔ استیون رانسیمان، کنراد به مبارزه تن به تن فراخواند. با این حال کنراد به عکا بازنگشت و در صور منتظر رسیدن پادشاه انگلستان و فرانسه ماند تا با رسیدن آنها مسئله پادشاهی حل‌وفصل شود.

## آماده‌سازی و نیروها

### صلیبیون
جذب و استخدام نیروی نظامی طی جنگ صلیبی بیشتر بر پایهٔ قدرت و گستردگی خاندان‌ها و همچنین روابط با نخبگان نظامی، اشراف شهرها و بخشی از جماعت‌های روستایی که توانایی شرکت در این جنبش را داشتند، استوار بود. در این بین تنها افراد آزاد می‌توانستند صلیب گرفته و عازم جنگ صلیبی جدید شوند، هرچند برخی از سرف‌ها و رعیت‌ها نیز با برخی استثنائات می‌توانستند عارم اراضی مقدس شوند. همچنین برخی از مجرمان نیز به عنوان مجازات مجبور به شرکت در این کارزار می‌شدند. مشمولان نظامی نیز بر گرد حاکمان، اربابان و شوالیه‌ها جمع می‌شدند و تحت امر آنان در این جنبش شرکت می‌جستند. افزون بر نیروهای نظامی، همراه با اشراف و نجبا، تعداد زیادی از خدمتکاران و رعیت‌ها، مردمان شهر و روستا با توانایی‌ها و حرفه‌های مختلف با انگیزه‌های مذهبی حضور داشتند. بدین جهت جنبش صلیبی، حرکتی بسیار هزینه‌بر و پرخرج و نیازمند منابع مالی بسیار بود. ناکامی مسیحیان در دومین جنگ صلیبی سبب شد تا بسیاری علت شکست این جنبش را غرور، خودپسندی و میل به تجملات و دیگر مسائل می‌دانستند، بنابراین پیش از حرکت نیروهای صلیبی، طی شورای لِمان (Le Mans) قوانینی رفتاری و مذهبی همچون نپوشیدن لباس‌های تجملاتی یا محدود کردن حضور زنان ترسیم گردید.
پیشرفت و توسعه اقتصادی بزرگ اروپا طی نیمه دوم قرن ۱۲ میلادی سبب شد تا بسیاری از حاکمان برای گردآوری و همچنین استخدام نیرو همچون گذشته به بارون‌ها و واسال‌های خود وابستگی نظامی نداشته باشند. پادشاهان انگلستان و فرانسه پس از فرمان پاپ و توافق برای حضور در اراضی مقدس، مالیات جدیدی را تصویب کردند که به عشریه صلاح‌الدین معروف است. این مالیات از کل درآمد و اموال منقول از همگان جز روحانیان بود که امکان تهیه منابع مالی برای شرکت در جنگ صلیبی جدید را بدان‌ها می‌داد. در انگلستان مالیات ۱۰ درصدی درآمدها، به میزان ۷۰ هزار لیره و مالیاتی معادل ۲۵ درصد درآمد یهودیان به میزان ۶۰ هزار لیره جمع‌آوری شد. همچنین پادشاه انگلستان، ریچارد، برای تأمین منابع مالی برای استخدام نیرو و مزدور، بخشی از زمین‌های سلطنتی را فروخت و در ازای آزاد شدن پادشاه اسکاتلند از بیعت با وی، از او پول دریافت کرد. پادشاه فرانسه، فیلیپ، نیز از طریق مالیات توانست نیرویی برای حضور در شرق استخدام کند، هرچند میزان نیروهای وی در قیاس با پادشاه انگلستان و امپراتور مقدس روم کمتر بود. امپراتور مقدس روم نیز در ازای محافظت از یهودیان آلمان در مقابل حملات و کشتار احتمالی توسط مسیحیان، مالیاتی از آنها برای تأمین منابع مالی لشکرکشی خود دریافت کرد؛ بنابراین شوالیه‌ها و سربازان به‌طور مستقیم مستخدم پادشاهان و امپراتوران شدند.
پس از آماده‌سازی نیروها، فریدریش دوم نخستین شخصی بود که حرکت خود را به سمت اراضی مقدس آغاز کردند. نیروهای تحت امر در زمان حرکت بین ۱۲ تا ۲۶ هزار نفر و به انضمام ۲ تا ۴ هزار شوالیه بود. با این حال برخی منابع دستهٔ اول تعداد نیروهای وی را بین ۱۰ هزار تا ۶۰ هزار برشمردند. پس از حرکت نیروهای فریدریش، در مجارستان، نیروهای پادشاهی مجارستان تحت فرمان برادر پادشاه مجارستان که حدود ۲ هزار نفر بودند، به ارتش امپراتور مقدس روم پیوستند. افزون بر نیروهای مجارستان، نیروهای لورین و بورگوندی نیز طی حرکت ارتش امپراتوری در خاک امپراتوری بیزانس بدان ملحق شدند. پس از حرکت فریدریش، پادشاه انگلستان و فرانسه نیز ار مسیر دریایی عازم اراضی مقدس شدند. ارتش انگلستان متشکل از نیروهای انگلیسی، نورمنی، آکوتین، ولزی، ناواری و غیره ، حدود ۸ تا ۹ هزار بود که در برخی منابع دستهٔ اول تعداد نیروهای ریچارد بین ۱۷ تا ۵۰ هزار برشمردند. فیلیپ، پادشاه فرانسه، نیز به همراه ارتشی متشکل از ۶۵۰ شوالیه و ۱۳۰۰ همراه و ملازم شوالیه‌ها به انضمام ۴ هزار نیروی مزدور که استخدام کرده بود، از مسیر دریا عازم سواحل اراضی مقدس شد. افزون بر نیروهای صلیب گرفته از اروپا، بین ۷ تا ۴۰ هزار نیرو نیز از پیش در شرق و پایگاه‌های باقی‌مانده مسیحیان در اراضی مقدس حضور داشتند که متشکل از ۲ هزار پیاده‌نظام، هزار شوالیه معبد و مهمان‌نواز و صدها نیرو از جنوا، پیزا، دانمارک، نروژ و دیگر مناطق می‌شدند.

### مسلمانان
بنا به گفتهٔ دیوید نیکول، در اواخر قرن ۱۲ میلادی دورهٔ مهمی در تاریخ نظامی جهان اسلام در خاور نزدیک بود چراکه ساختار، شیوه‌های جذب نیرو، تاکتیک‌ها و نوآوری‌های نظامی از سیستم ایرانی-عربی به سیستم ترکی و در ادامه سیستم مغولی تغییر و تحول پیدا کرد. ارتش صلاح‌الدین ایوبی در مصر و شام نیز متأثر از هم شیوه‌های کلاسیک و هم جدید بود. در قلب ارتش، دسته‌های سواره‌نظام خبره همچون «مملوکان» بودند که نه‌تنها با کمان بلکه برای درگیری‌های مستقیم و سنگین نیز آموزش دیده بودند. در اطراف دستهٔ خبره و حرفه‌ای، سواره‌نظام سبک، و پیاده‌نظام نیمه حرفه‌ای همچون «غلامان» و نیروهای داوطلب و پشتیبانی بودند که بخش اعظمی از ارتش را تشکیل می‌دادند. افزون بر این، شیوه‌های جذب نیرو و ساختار نیز در دورهٔ صلاح‌الدین تحول پیدا کرد. وی پس از حضورش در مصر، نخست با گروه اندکی از نیروهای عمویش که از شام به مصر آمده بودند، تحول ارتش را آغاز کرد و به مرور توانست ساختار تودهٔ ارتش مصر را تغییر دهد. در نتیجه عناصر نوبی و جنوب صحرا ارتش در کنار عناصر ارمنی و بربری به مرور جایگاه خود را از دست دادند و عناصر کرد و ترک جایگزین آنها در ارتش صلاح‌الدین در مصر و بعد از آن در شام شدند. عنصر عربی ارتش فاطمیان نیز گرچه از میان نرفتن و محو نشدند اما در ارتش صلاح‌الدین به شدت تنزل پیدا کردند و در زمره نیروهای حاشیه و پشتیبانی قرار گرفتند.
نیروهای در دسترس صلاح‌الدین علاوه بر نیروهای اصلی وی که در مصر مستقر بودند، شامل نیروهای مشمول ناحیه‌ای و همچنین نیروهای شبه‌نظامیان و همچنین مدافع شهر نیز می‌شدند. افزون بر این، حاکمان محلی نیز می‌توانستند برحسب درآمد و ثروت آن ناحیه به‌صورت مستقل مملوک یا نیروهای مزدور استخدام کنند. تحت حکومت صلاح‌الدین ایوبی و جانشینانش، نیروهای ناحیه‌ای ایوبیان در جزیره حدود ۴ هزار نفر، ۲ هزار نفر در موصل، هزار نفر در حلب، هزار نفر در دمشق، هزار حمات، شیزر و قلعه‌های نزدیک به آن و ۵۰۰ نفر در حمص تخمین زده می‌شود. ترکیب این نیروها نیز برحسب گروه‌ها و قومیت‌ها و نژادهای آن ناحیه متفاوت بود. برای مثال، قبیله کردهای حکاری نقش و جایگاه مهمی در ارتش حلب ایفا می‌کردند. با این حال نیروهای صلاح‌الدین ایوبی مقارن با آغاز جنگ صلیبی جدید حدود ۴۰ هزار نفر و حدود ۵ تا ۲۰ هزار نفر نیز نیروهای مدافع شهر عکا بودند. افزون بر نیروهای ایوبی، نیروهای سلجوقی تحت رهبری پسران قلج ارسلان دوم — که با نیروهای صلیبی که از مسیر عازم اراضی مقدس بودند، درگیر شدند — بنا بر منابع آلمانی حدود ۲۲ هزار نفر بودند.

## جنگ صلیبی دریایی
با آماده‌شدن اروپا برای شرکت در جنگ صلیبی جدید پس از فراخوان پاپ، مسیرهای مجزایی از مسیر اصلی که پادشاهان انگلیس و فرانسه برای سفر به شرق درنظر گرفته بودند، وجود داشت که در آن مسیحیان از مسیر آب‌های شمال اروپا و با دور زدن شبه‌جزیره ایبری در بازهٔ زمانی بهار تا پاییز ۱۱۸۹ یا حتی ۱۱۸۸ حرکت خود را به اراضی مقدس آغاز کردند. در مسیر نخست، ناوگانی متشکل از ۱۰ هزار نیرو و ۵۰ و ۶۰ کشتی بود که افرادی از انگلستان، دانمارک، فریزلند، فلاندر، راینلند و هلند در خود جای داده بود که پس از پیوستن این گروه به یکدیگر، حرکت خود را در روز لنت یا چله روزه آغاز کردند. این گروه پس از گذر از دریای شمالی و خلیج گاسکونی و با دور شبه‌جزیره ایبری به لیسبون رسیدند. پس از توقف در لیسبون، این نیروها به قلعه آلور در ناحیه آلگاروه که متعلق به خلافت موحدون بود، یورش بردند و پس از تسخیر آن، دست به کشتار اهالی آن زدند که طی آن حدود ۶ هزار نفر کشته شدند. این گروه پس از کشتار آلور، حرکت خود را به سمت اراضی مقدس ادامه داد و سرانجام در ۱ سپتامبر ۱۱۸۹ به عکا رسید.
در رابطه با حرکت و سفر ناوگان بعدی اطلاعات بیشتری وجود دارد چراکه گزارشی از شاهدان حاضر در این گروه به نام د ایتینره ناوالی (De Itinere Navali) باقی مانده است. این ناوگان بیشتر متشکل از مردم عامه بود که حرکت خود را در آوریل با ۱۱ کشتی از آلمان آغاز کرد تا در اواسط ژوئیه ۱۱۸۹ به لیسبون برسد. با رسیدن نیروهای بیشتر و پیوستن به این گروه، پادشاه پرتغال، سانچو یکم، که پیشتر از کشتار آلور آگاه شده بود، از گروه برای محاصره سیلوس که در اختیار نیروهای موحدون بود، استفاده کرد و آنها را برای مدتی به خدمت گرفت. در جریان این محاصره، ۳۸ کشتی وجود داشت که دو کشتی از گالیسیا و بریتانی نیز در آن حضور داشتند. سرانجام پس از ۴۵ روز محاصره شهر، نیروهای مدافع شهر، سیلوس را تسلیم نیروهای مسیحی کردند. پس از پایان‌یافتن محاصره، صلیبیون حرکت خود را به شرق ادامه دادند و در بین آوریل و ژوئن ۱۱۹۰ به سواحل عکا رسیدند. براساس روایات نخستین، از چوب و بادبان‌ها و سایر تجهیزات این ناوگان برای ساخت بیمارستانی در جرین محاصره عکا استفاده شد که در نهایت این بیمارستان سنگ بنای تأسیس فرقهٔ رهبانی تتونیک شد.
به نقل ابن عذاری در کتاب البیان المفرب، یک ناوگان از شمال اروپا پس از توقف در لیسبون طی زمستان ۱۱۹۰، در بهار با ناوگان دریایی خلافت موحدون در نزدیکی تنگه جبل‌الطارق برخورد کرد و طی نبردی که میان آن به وقوع پیوست، ناوگان صلیبی شکست خورد و افراد حاضر آن کشته یا اسیر شدند. با این حال به این موضوع در منابع مسیحی و لاتینی اشاره نشده است. در تابستان همان سال نیز یک کشتی انگلیسی که از ناوگان اصلی جدا شده بود، به سمت سیلوس رفت که پس از تصرف آن توسط مسیحیان، بار دیگر توسط نیروهای موحدون به محاصره گرفته شده بود. با درخواست اسقف شهر سیلوس، نیروهای حاضر در این کشتی در دفاع از شهر در برابر محاصرهٔ نیروهای موحدون حاضر شدند.

## جنگ صلیبی پادشاهان

### جنگ صلیبی فریدریش بارباروسا
با فراهم شرایط لازم برای سفر و همچنین آمادگی نیروها، سرانجام امپراتور فریدریش حرکت خود را از رگنسبورگ در ۱۱ مه ۱۱۸۹ آغاز کرد، هرچند بخش اعظم نیروها زودتر از او حرکت خود را به سمت مرز پادشاهی مجارستان آغاز کرده بودند. با عبور از مرز مجارستان، نیروهای صلیب‌گرفته امپراتوری با همراهی نیروهای مجار به استرگم رسیدند، جایی که پادشاه مجارستان، بلاش سوم، در ۴ ژوئن به استقبال امپراتور مقدس روم و نیروهایش آمد. پس از اقامت چهار روزه در این شهر و پس از تأمین آذوقه و همراهی پادشاه مجارستان تا مرز امپراتوری بیزانس، فریدریش بارباروسا سفر خود از سر گرفت و در بلگراد طی نامه‌ای به ایزاک دوم، ورود خود را به خاک امپراتوری بیزانس اعلام کرد اما امپراتور بیزانس درگیر سرکوب شورشیان در فیلادلفیا بود و در عوض دوک محلی برانیچوو که تابع امپراتور بیزانس بود، نیروهای فریدریش را در ۱۱ ژوئن پذیرفت.

#### اختلاف و درگیری با بیزانس
با آغاز حرکت مجدد نیروهای فریدریش به سمت قسطنطنیه از مسیر بلگراد، بنا به روایت منابع آلمانی، دوک برانیچوو درصدد گمراه کردن نیروها از مسیر اصلی برآمد. افزون بر این پس از برخورد نیروهای صلیبی با راهزنان و دستگیری برخی از آنها، آنها به همکاری خود با دوک برانیچوو معترف شدند. با این حال فریدریش سفر خود را با کمک راهنمایان مجار و صرب خود در بالکان ادامه داد. در چوپریا، فرستادگان امپراتوری بیزانس به نزد فریدریش رسیدند و طی نامه‌ای از حضور و حرکت نیروهای آلمانی بدون اطلاع پیشین اظهار تعجب و تحیر کرده و مدعی شدند که بخاطر حضور ناگهانی نیروهای آلمانی نتوانستند بازار و امکانات لازم را برای نیروهای صلیبی به سمت شرق مهیا و فراهم سازند. علاوه بر این به نیروهای خود دستور داد تا مانع از حرکت فریدریش از بلگراد شوند. هرچند فریدیش اعلام کرد که پیش از ورود به خاک بیزانس، فرستادگانی را به سمت امپراتور و قسطنطنیه فرستاده است. در همان زمان دوک بزرگ صربستان، فرستادگانی را به نزد فریدریش فرستاد تا از وی دعوت کند که عازم شهر نیش شود تا در آنجا با وی ملاقات کند. در آنجا بود که حاکم صرب از وی خواست که پس از تصرف بخشی از اراضی در بالکان، آنها را به صرب‌ها اعطا کند که فریدریش با این درخواست مخالفت کرد و اذعان داشت که درصدد سفر به اراضی مقدس است نه جنگ با حکام مسیحی از جمله ایزاک. افزون بر صرب‌ها، بلغارها نیز طی نامه‌ای خواستار اتحاد با امپراتور شدند اما فریدریش با آن درخواست نیز مخالفت کرد چراکه تمایلی به دخالت در امور بالکان نداشت. با این حال حوادث پیش آمده در نیش سبب شد تا امپراتوری بیزانس این مسائل را اقداماتی خصمانه بخواند.
فریدریش پیش از ترک نیش، ضمن تأکید بر نیت صلح‌خواهانه خود و نیروهایش، برای مقابله احتمالی با نیروهای بیزانس در مناطق تحت کنترل مستقیم قسطنطنیه، ارتشش به چهار گروه تقسیم کرد. فریدریش ۳۰ ژوئیه نیش را ترک و ۱۳ اوت به صوفیه رسیدند که خالی از سکنه و بدون هیچ آذوقه و امکاناتی بود بنابراین حرکت خود را ادامه دادند. پس از گذر دروازهٔ تروجان و پازارجیک، سرانجام در ۲۴ اوت به فیلیپپولیس رسیدند. در آنجا بود که خبر بدرفتاری و بی‌احترامی امپراتوری نسبت به فرستادگان فریدریش در قسطنطنیه در حضور نمایندگان ایوبیان به گوش امپراتور مقدس روم رسید. افزون بر این نامه‌ای از جانب ایزاک به جانب فریدریش رسید که در آن از خواندن وی به عنوان «امپراتور رومی‌ها» سرباز زد و وی را متهم به توطئه علیه حکومت او در قسطنطنیه کرد. ایزاک همچنین اعلام کرد که در صورت دریافت گروگان (از جمله پسرش فریدریش) به علاوه فرستادگان حاضر در قسطنطنیه به انضمام واگذاری نصف قلمرو متصرف‌شده توسط صلیبیون به بیزانس، حاضر به عمل کردن به توافق خود با امپراتور مقدس روم و اجازه عبور آنها از داردانل است. در این شرایط (مسدود شدن مسیر حرکت به سمت آناتولی) فریدریش تصمیم گرفت در فیلیپپولیس تا مشخص‌شدن وضعیتش با امپراتوری بماند. با اقامت صلیبیون در شهر و ساخت استحکامات دفاعی در آن، نیروهای بیزانس ضمن حملات مختصر به نیروهای آلمانی، درصدد حمله به آذوقه و غلات نیروهای امپراتوری که از جانب بلغارها و مجارها تأمین می‌شد، برآمدند اما با حمله شوالیه‌های آلمانی در ۲۲ نوامبر به اردوگاه نیروهای بیزانس و شکست دادن آنها، نیروهای بیزانس عقب نشستند. با شکست نیروهای بیزانس و همچنین پیشروی و حملات شوالیه‌های آلمانی و تهدید فریدریش به لشکرکشی به سمت قسطنطنیه، سرانجام پس از گفتگوهای بسیار، دو امپراتور بر سر صلح و حرکت نیروهای آلمانی به سمت آناتولی توافق کردند تا در مارس ۱۱۹۰ فریدریش عازم آناتولی و قلمروی سلجوقیان شود.

#### برخورد با ترکان و سقوط فریدریش بارباروسا
پیش از حرکت فریدریش به سمت شرق، وی طی نامه‌ای از سلطان سلجوقی خواسته بود که مسیر امن را برای حرکت نیروهای وی به سمت اراضی مقدس به علاوه بازار برای خرید آذوقه فراهم سازد که سلطان سلجوقی نیز با این خواسته امپراتور موافقت کرده بود. پس از عبور از دریای مرمره، فریدریش و نیروهای تحت امرش حرکت خود را از سر گرفتند اما در میانه راه، برخلاف وعدهٔ سلطان سلجوقیان روم، با حملات سواره‌نظام سبک ترک روبه‌رو شدند. در ۳۰ آوریل ترکان تحت امر قطب‌الدین پسر قلج ارسلان دوم که مخالفت توافق پدرش با امپراتوری مقدس روم بود، به اردوگاه صلیبیون یورش بردند اما نیروهای فریدریش توانستند آنها را شکست دهند. در ۲ و ۳ مه نیز ترکان مجدداً حملاتی را علیه نیروهای آلمانی ترتیب دادند که صلیبیون بازهم موفق شدند آنها شکست داده و مجبور به عقب‌نشینی کنند. اما نبرد و برخورد اصلی در ۷ مه در نزدیکی کمپ گروه فریدریش سوآبیا پسر امپراتور در نزدیکی فیلومیلون به وقوع پیوست که نیروهای آلمانی با وجود تعداد اندک در برابر ارتش ۱۰ هزار نفری ترکان، موفق شدند نیروهای ترک را درهم بشکنند و حدود ۲ هزار نفر از آنها از دم تیغ بگذارند. با این حال حملات کوچک ترکان به نیروهای آلمانی پس از این پیروزی ادامه یافت تا آن که فریدریش بارباروسا برای تأمین آذوقه و مایحتاج ارتش خود درصدد تصرف پایتخت دولت سلجوقیان روم، یعنی قونیه برآمد. در ۱۸ مه، نیروهای تقسیم‌شده صلیبی در نزدیکی قونیه با نیروهای قطب‌الدین درگیر شدند و پس از وارد کردن تلفات ۳ هزار نفر بر نیروهای سلجوقی، قونیه را مسخر و دست به غارت آن زدند. پس از فتح قونیه و استراحتی چند روزه، نیروهای فریدریش با همراهی گروگان‌های ترک حرکت خود را به سمت کیلیکیه در ۲۶ مارس آغاز کردند.
با پیروزی و پیشروی نیروهای آلمانی تحت امر فریدریش در آناتولی و رسیدن اخبار آن به گوش صلاح‌الدین ایوبی، سلطان ایوبی از بیم ارتش امپراتوری، بخشی از نیروهای خود عازم نواحی شمالی کرد تا در صورت لزوم به مقابله با پیشروی نیروهای آلمانی بپردازند. افزون بر این وی دستور به تخریب استحکامات دفاعی شهرهای شمالی داد تا مبادا این شهر مبدل به پایگاه مستحکمی برای نیروهای فریدریش شوند. با این حال فریدریش حرکت خود از مسیر کوه‌های طرسوس به سمت اراضی مقدس ادامه داد. در میانه راه و در ۷ ژوئن، فرستادگان پادشاهی ارمنی کیلیکیه به نزد فریدریش رسیدند و وعده همکاری و همرایی نیروهای ارمنی را دادند. برخلاف پیشنهاد ارمنی‌ها برای عبور از گذرگاه‌های باریک، امپراتور مقدس روم به حرکت از آن مسیر ادامه داد تا اینکه در ۱۰ ژوئن بنا به روایاتی اسبش در هنگامه عبور از رود گوسکو لیز خورد و امپراتور از اسب سقوط کرده و در رودخانه غرق شد. با مرگ امپراتور، بسیاری از نیروهای وی برای انتخاب امپراتور جدید به اروپا بازگشتند و تنها پسر امپراتور درگذشته، فریدریش سوآبیا به همراه ۵ هزار نیرو حرکت خود را به سمت اراضی مقدس و انطاکیه ادامه داد. در انطاکیه پس دفن کردن بخشی از بدن امپراتور، نیروهای آلمانی همراه با استخوان‌های فریدریش بارباروسا عازم صور و در ادامه عکا شدند تا به نیروهای مسیحی حاضر در محاصره آن شهر بپیوندند.

### حرکت پادشاهان انگلیس و فرانسه
پس از دیدار در وزلی و توافق دو پادشاه بر سر مفاد مختلف در آن شهر، سرانجام حرکت خود به سمت جنوب و بندر مسینا در ژوئیه ۱۱۹۰ آغاز کردند. فیلیپ پادشاه فرانسه پس از وزلی و گذر از لیون و دامنه‌های کوه‌های آلپ، عازم بندر جنوا شد تا با کمک ناوگان دریایی آن جمهوری عازم مسینا در سیسیل شود. ریچارد پادشاه انگلستان که پیشتر نیروهای خود را از مسیر دریایی از انگلستان عازم کرده بود، با همراه ۸۰۰ از همراهان و نیروهای خود عازم بندر مارسی شد تا در آن بندر با پیوستن تمامی نیروهایش عازم سیسیل شود. با این حال تأخیر ناوگان و توقف آنان در پرتغال برای جنگ با ضدحملهٔ موحدون علیه پادشاهی پرتغال، سبب شد تا ریچارد از انتظار خسته و پس از کرایه تعدادی کشتی در اوت ۱۱۹۰ نیروهای موجود خود را از مسیر دریا عازم مسینا کند و خود با تعداد اندک از همراهان از مسیر زمینی عازم جنوب ایتالیا شد. وی در مسیر هرچند ناوگان انگلستان در ۲۲ اوت به بندر مارسی رسید اما پس اطلاع از حرکت ریچارد به سمت سیسیل، بدون هیچ وقفه‌ای عازم مسینا شد تا در آنجا به پادشاه بپیوندد. پیشنهاد جمع‌شدن نیروهای صلیبی فرانسه و انگلستان پیش از صلیب‌گرفتن دو پادشاه و حرکت آنها به سمت جنوب توسط پادشاه سیسیل، ویلیام دوم، ارائه شده بود اما وی پیش از رسیدن نیروهای صلیبی در نوامبر ۱۱۸۹ درگذشته بود.

#### حوادث سیسیل و مسینا
با مرگ ویلیام دوم و نداشتن وارث از همسرش، جوآنا، که خواهر ریچارد بود، سبب شد تا پادشاهی سیسیل درگیر مسئله وراثت شود. از آنجایی که قدرت باید به عمه ویلیام کنستانس که با پسر فریدریش امپراتور مقدس روم ازدواج کرده بود، می‌رسید، اهالی سیسیل که مخالفت به قدرت رسیدن آلمانی‌ها در جنوب ایتالیا و سیسیل بودند، تانکرد کنت لچه و عمه‌زادگان ویلیام را با پشتیبانی پاپ کلمنت سوم به پادشاهی رساندند. با این حال تانکرد با شورش مسلمانان سیسیل و حمله آلمانی‌ها به جنوب ایتالیا مواجه شد بنابراین دستور بازگشت نیروهای سیسیل از اراضی مقدس را صادر کرد اما وعده همکاری با نیروهای صلیبی را که عازم شرق بودند را داد. در همان ایام فیلیپ پس از سفری کوتاه در ۱۴ سپتامبر به مسینا رسید. اما ریچارد که در میانه سفر زمینی سفر خود به سمت سیسیل، از حبس خواهرش در مسینا و ضبط اموالی که ویلیام برای وی در نظر گرفته آگاه شد؛ بنابراین خواستار آزادی خواهرش و بازگرداندن اموال متعلق به وی شد اما تعلل تانکرد در استرداد اموال جوآنا و دخیل کردن فیلیپ به عنوان میانجی سبب شد تا اختلافات میان ریچارد با پادشاهی شدت بگیرد. سرانجام پس از درگیری میان نیروهای انگلیسی و اهالی سیسیل در ۳ اکتبر، منازعات به اوج خود رسید و نیروهای ریچارد پس از یورش به سمت شهر، به سرعت توانستند شهر مسینا را تصرف کنند. فیلیپ نیز که نگران وضعیت و رفتار ریچارد گشته بود، در میانه درگیری‌ها طی فرستاده‌ای به تانکرد، قول همکاری در صورت نیاز را داد اما تانکرد که نگران وضعیت پادشاهی خود بود، با ریچارد از سر سازش برآمد و وعده داد در ازای بازپس گرفتن مسینا، اموال متعلق به جوآنا را بپردازد. با وجود پایان یافتن درگیری در مسینا، اما اختلافات میان ریچارد و فیلیپ پس از این حوادث شدت گرفت.
مسئله‌ای که سبب شعله‌ور شدن اختلافات میان پادشاه فرانسه و انگلستان شد، همسر ریچارد بود؛ پیشتر طی توافقی میان هنری دوم و فیلیپ، پادشاه انگلستان وعده داده که خواهر پادشاه فرانسه، آلیس، به ازدواج ریچارد درآید اما بی‌میلی ریچارد به این ازدواج و شایعه رابطه خارج هنری با آلیس سبب شد تا این ازدواج رسمی نشود. افزون بر این، مادر ریچارد، الینور نیز که پیشتر همسر پادشاه فرانسه بود، مخالفت ازدواج پسرش با خاندان پادشاهی فرانسه بود بنابراین در هنگامهٔ حضور ریچارد در سیسیل، دختر پادشاه ناوار را به‌عنوان همسر ریچارد انتخاب کرد. این اتفاق سبب شد تا خشم فیلیپ برافروخته شود چراکه خواهرش نامزد ریچارد بود و ریچارد به بهانه بدنامی آلیس از ازدواج سر باز زد. با سرد شدن روابط میان دو پادشاه، فیلیپ سرانجام بخاطر برهم نامزدی طلب خسارت مالی کرد که ریچارد با این پیشنهاد موافقت کرد تا پس از آن در ۳۰ مارس ۱۱۹۱، فیلیپ به همراه نیروهای خویش سیسیل را به سمت اراضی مقدس و بندر صور ترک کند. ریچارد نیز پس از رسیدن مادر و همسرش، در ۱۰ آوریل حرکت خود را به سمت شرق آغاز کرد.

#### تغییر مسیر ریچارد به قبرس
فیلیپ پس از سفر دریایی خود به صور رسید و پس از استقبال کنراد از وی، عازم عکا شد و در ۲۰ آوریل نیروهای صلیبی که مشغول محاصره شهر بودند، رسید و کار سازماندهی نیروها را برعهده گرفت و دستور به ساخت ادوات محاصره داد اما نتوانست شهر را تا زمان رسیدن ریچارد فتح و تسخیر کند. ریچارد نیز پس از ۱۰ روز از رسیدن فیلیپ به عکا، سفر خود را به سمت اراضی مقدس آغاز کرد اما توفان شدید سبب شد تا ناوگان دریایی انگلستان نظم خود را از دست داده و از یکدیگر جدا شوند. برخی از این کشتی‌ها همچون کشتی مهر سلطنتی غرق و برخی دیگر همچون کشتی حامل خزانه در سواحل قبرس درهم شکستند یا برخی کشتی‌ها همچون کشتی حامل همسر ریچارد و خواهرش به اجبار در سواحل پهلو گرفتند. در آن ایام ایزاک از مدعیان امپراتوری بیزانس که خود وارث حقیقی تاج و تخت امپراتوری می‌خواند، کنترل جزیره را از سال ۱۱۸۴ در دست داشت. وی پس از اطلاع شکستن ناوگان انگلیسی‌ها در سواحل خود، به سرعت دست به ضبظ خزانه و دستگیر کردن بازماندگان زد. این اقدام واکنش ریچارد را برانگیخت و به همراه نیروهای خود در نزدیکی لیماسول پیاده شد و سوی شهر و مقر ایزاک پیشروی کرد. ایزاک که توان مقابله با نیروهای ریچارد نداشت باب مذاکره را باز کرد و ضمن پذیرفتن بازگرداندن اموال و نیروهای زندانی شده در ازای ترک نکردن قبرس، تسلیم شد اما با رسیدن گی لوزینیان و برادرش و سایر نزدیکان آنها به قبرس و همچنین عدم فرمانبرداری ایزاک از وی، ریچارد فرصت را غنیمت شمرد و کل جزیره قبرس را تا ماه مه ۱۱۹۱ تصرف کرد و ایزاک را نیز به زندان انداخت. پس از فتح قبرس ریچارد در ۱۲ مه ۱۱۹۱ با برنگاریای ازدواج کرد و تاج ملکه انگلستان را بر سر وی گذاشت. فتح قبرس واقعه‌ای مهم در تاریخ جنگ‌های صلیبی بود. چراکه با وجود سقوط اراضی مقدس در اواخر قرن ۱۳، این جزیره تحت امر خاندان لاتینی فراری از اراضی مقدس به عمر خود تا ۴ قرن ادامه داد و مبدل به پایگاه صلیبیون و منبع اصلی تدارکات آنها شد.

## نخستین مرحله: محاصره عکا

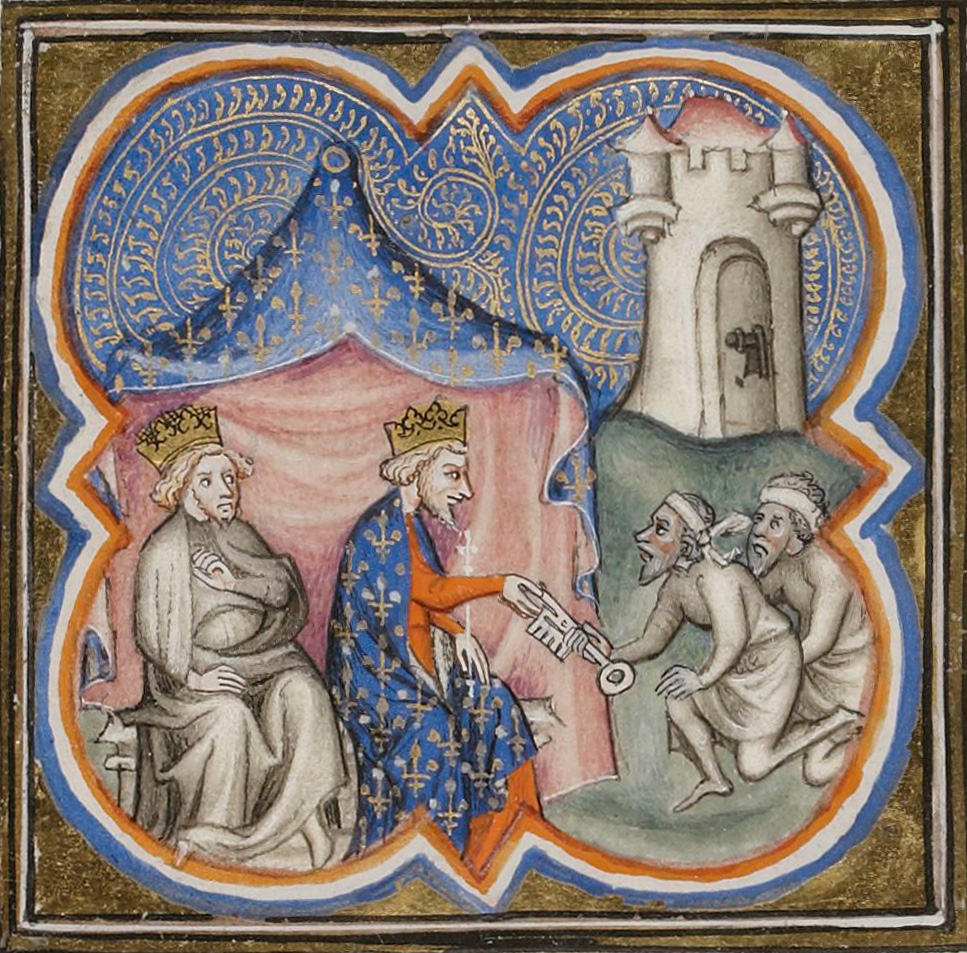
تسلیم‌شدن نیروهای مدافع عکا در مقابل ریچارد و فیلیپ

در ۵ ژوئن ۱۱۹۱، سرانجام ریچارد با همراه نیروهای خود و همچنین گی لوزینیان و همراهان وی حرکتش را به سمت اراضی مقدس آغاز کرد و نخست به سواحل مرقب رسید. پس از عبور از طرطوس، جبیل، بیروت و صور، سرانجام پادشاه انگلستان در ۸ ژوئن به سواحل شهر عکا رسید. پیش از رسیدن به عکا، ناوگان وی موفق شد یکی از ناوگان‌های بزرگ و اصلی صلاح‌الدین ایوبی که درصدد ارسال تدارکات و نیرو به سمت شهر بود، نابود و غرق کند. با رسیدن ناوگان دریایی پادشاهان فرانسه و انگلستان، سیادت دریایی ناوگان صلاح‌الدین به کل از بین رفت تا کمک‌های نظامی و تدارکاتی صلاح‌الدین با برخی شهرها از جمله عکا به کل از میان برود. پیش از رسیدن ریچارد به عکا، نیروهای حاضر در جریان محاصره شهر از جمله فیلیپ، ضمن ساخت ادوات محاصره همچون برج‌های متحرک، کشکنجیر و منجنیق، حملاتی را برای فتح ترتیب دادند که همگی این حملات بدون نتیجهٔ خاصی به پایان رسید. ریچارد نیز ضمن دستور به ساخت ادوات محاصره، تلاش خود را برای مذاکره و دیدار با صلاح‌الدین آغاز کرد؛ طی نخستین گفتگوها مقرر گردید تا پس از سه روز ترک نبرد، دو ارتش در دشت نزدیک شهر عکا در مقابل هم قرار بگیرند اما بیماری دو پادشاه فرانسه و انگلستان مانع از برخورد مستقیم دو ارتش بر اساس توافق قبلی شد اما محاصره شهر ادامه یافت. در همین ایام در جناح مسلمانان، نیروهای جدیدی از سنجار، شیزر، حماة، موصل و مصر به ارتش صلاح‌الدین اضافه شدند اما با وجود صلاح‌الدین موفق به شکستن محاصره عکا نشد و جریان محاصره همچون گذشته ادامه یافت.
با شیوع بیشتر بیماری در اردوگاه صلیبیون و مرگ افرادی همچون اسقف‌اعظم اورشلیم، جناح‌بندی، منازعات و اختلافات بر سر جانشینی اسقف‌اعظم اورشلیم و همچنین تاج و تخت اورشلیم شدت گرفت؛ ریچارد به صف حامیان گی لوزینیان پیوست در حالی پیشتر فیلیپ از کنراد حمایت کرده بود. علاوه بر این، با بهبودی فیلیپ در اواخر ماه ژوئن، وی درصدد حمله‌ای شدید برای فتح شهر برآمد اما ریچارد که بستر بیماری قرار داشت، اجازه همراهی مردان خود در این حمله را نداد تا حملهٔ فیلیپ بدون نتیجهٔ خاصی به پایان برسد و صلیبیون به دشواری موفق به دفع ضدحملهٔ صلاح‌الدین به اردوگاه خود شوند. این مسئله به انضمام مرگ فیلیپ کنت فلاندر که جانشینی از خود نداشت و ادعای فیلیپ برای حکمرانی بر آن سرزمین در حالی ریچارد مخالف این مسئله بود سبب شد تا مناسبات طرفین بیش از پیش تیره شود. با وجود این اختلافات، نیروهای صلیبی به رهبری دو پادشاه انگلستان و فرانسه موفق شدند تمامی حملات نیروهای صلاح‌الدین را که قصد رساندن کمک و شکافتن محاصره را داشتند، عقب برانند اما خود نیز در فتح شهر ناکام ماندند. با شکست تمامی تلاش‌ها نیروهای مدافع عکا و همچنین نیروهای صلاح‌الدین ایوبی، با توجه به وضعیت دشوار نیروهای مدافع شهر، با وجود مخالفت‌های صلاح‌الدین سرانجام در ۱۲ ژوئیه ۱۱۹۱ نیروهای عکا ضمن واگذاری شهر و اعطای سکه‌های طلا به نیروهای صلیبی و همچنین آزادسازی اسیران مسیحی در بند، تسلیم و اسیر نیروهای صلیبی شدند. صلاح‌الدین نیز پس از اطلاع از تسلیم‌شدن عکا با نیروهای از عکا عقب نشست و اردوگاه خود را به شفرعم در راه صفویه منتقل کرد.

### اوج‌گرفتن اختلافات و بازگشت لئوپولد و فیلیپ به اروپا
پس از تسلیم‌شدن عکا و عقب‌نشستن صلاح‌الدین ایوبی و نیروهایش، اختلافات میان دسته‌های موجود در ارتش صلیبی بر سر موقعیت و محل استقرار نیروها بیش از پیش شد؛ ریچارد و نیروهایش در نزدیکی کاخ شاهی در نزدیکی دیوار شمالی شهر و فیلیپ در قرارگاه قبلیِ شوالیه‌های معبد در نزدیکی دریا مستقر شدند. لئوپولد، دوک اتریش که پیش از فیلیپ به عکا رسیده بود و رهبری نیروهای باقی مانده امپراتوری مقدس روم را برعهده گرفته بود، خواهان محلی هم‌تراز با پادشاهان انگلستان و فرانسه شد و به همین جهت پرچم خود را در کنار پرچم ریچارد به اهتزاز درآورد که نیروهای انگلیسی آن را پایین آورده و به خندق شهر انداختند. این مسئله منجر به خشم و کینهٔ نیروهای امپراتوری و شخص لئوپولد شد و او پس از چند روز به همراه نیروهایش اراضی مقدس را به سمت اروپا و غرب ترک کرد. افزون بر این، در میان این منازعات ساکنان فرانکی پیشین شهر نیز که از هواخواهان کنراد بودند، پس از تصرف شهر خواهان بازگرداندن املاک و اراضی خود و بنابراین دست به دامان پادشاه فرانسه شدند.
پس از استقرار نیروها در شهر و همچنین پیراستن و تبریک مجدد کلیساهای عکا، رهبران صلیبی طی شورایی درصدد حل مسئله پادشاهی برآمدند. پس از گفتگوها و بحث‌های طولانی سرانجام توافق شد تا گی لوزینیان تا آخر عمر در مقام پادشاه باقی بماند و پس از وی، تاج و تحت پادشاهی اورشلیم به کنراد و همسرش ایزابلا می‌رسید. در ایام پادشاه گی نیز کنراد کنترل شهرهای صور، صیدا و بیروت را در دست می‌گرفت و نیمی از درآمد کشور نیز به او تعلق می‌یافت. پس از پایان این مبحث، فیلیپ پادشاه فرانسه برای نخستین بحث بازگشت خود را به اروپا مطرح کرد و مدعی شد که وظیفهٔ دینی خود را با کمک به فتح عکا انجام داده است؛ بنابراین اعلام کرد که دوک بورگوندی و به همراه تعدادی از نیروهای فرانسوی در اراضی مقدس نگه می‌دارد و خود عازم اروپا می‌شود. ریچارد که مخالف بازگشت پادشاه فرانسه ببود، خواهان ماندن وی در اراضی مقدس به مدت ۳ سال شد اما فیلیپ تنها وعده داد که در غیاب وی، کاری به امور حکومت و قلمروی وی در اروپا نداشته باشد. سرانجام در ۳۱ ژوئیه، فیلیپ به همراه کنراد عکا را به سمت صور ترک کرد و سه روز بعد از آن شهر عازم بندر بریندیزی شد. کنراد نیز پس از آن که زمام امور پادشاهی را به گی سپرده شده بود و تمایلی به همراهی با ریچارد نداشت، پادشاه فرانسه همراهی کرد. بازگشت فیلیپ گرچه از نظر انگلیس خیانت بود اما مشکلات به وجود آمده در فرانسه و همچنین مرگ کنت فلاندرز سبب شد تا وی مجبور به بازگشت به غرب شود.

### کشتار عکا
با بازگشت فیلیپ و لئوپولد به اروپا، ریچارد فرماندهی و رهبری نیروهای صلیبی را در دست گرفت و مذاکره خود را با صلاح‌الدین بر سر اسیران آغاز کرد. صلاح‌الدین نیز موافقت خود با پیمانی نیروهای مدافع شهر با صلیبیون بسته بودند اعلام کرد و پیشنهاد داد آزادی اسیران مسیحی و پرداخت پول را در سه قسط ماهانه در ازای آزادی اسیران مسلمان را انجام خواهد داد. افزون بر این وی وعده داد که صلیب مقدس را به صلیبیون بازمی‌گرداند. در ۱۱ اوت نخستین قسط و اولین دسته از زندانیان مسیحی به سمت عکا فرستاده شدند؛ اما ریچارد با فرستادن نمایندگان خود، خواهان آزادی اسرای عالی‌رتبه مسیحی شد و اعلام کرد، تا زمانی که اسرا آزاد نشوند، سربازان اسیر شده در عکا را آزاد نخواهد کرد. صلاح‌الدین پیشنهاد کرد تا به جای پرداخت غرامت و پول، بزرگان اسیر شده مسیحی را آزاد کند یا پرداخت پول را قبول کنند و اجازه ماندن بزرگان مسیحی در نزد خود را بدهند، که ضامن سلامتی و آزادی سربازانش باشد. نمایندگان با هر دو درخواست و پیشنهاد صلاح‌الدین مخالفت کردند و به سمت عکا بازگشتند. در این زمان، ریچارد درصدد ترک عکا و حرکت به سمت جنوب و اورشلیم بود، اما اسرای مسلمان مانعی برای حرکت بودند. وی سرانجام پس از بازگشت نمایندگانش در ۲۰ اوت، اعلام داشت که صلاح‌الدین به عهد صلح پایبند نبوده است، بنابراین دستور قتل ۲۷۰۰ نفر اسرای مسلمان در عکا را صادر نمود. در روز ۲۰ اوت کشتار آغاز شد و طبق گفته منابع، علاوه بر نیروهای اسیر شده، زنان و کودکان نیز در کنار آن‌ها به قتل رسیدند و تنها تعدادی از نجبا که تحمل بردگی را داشتند، بخشیده شدند.

## دومین مرحله: لشکرکشی به سمت اورشلیم

### نبرد آرسوف

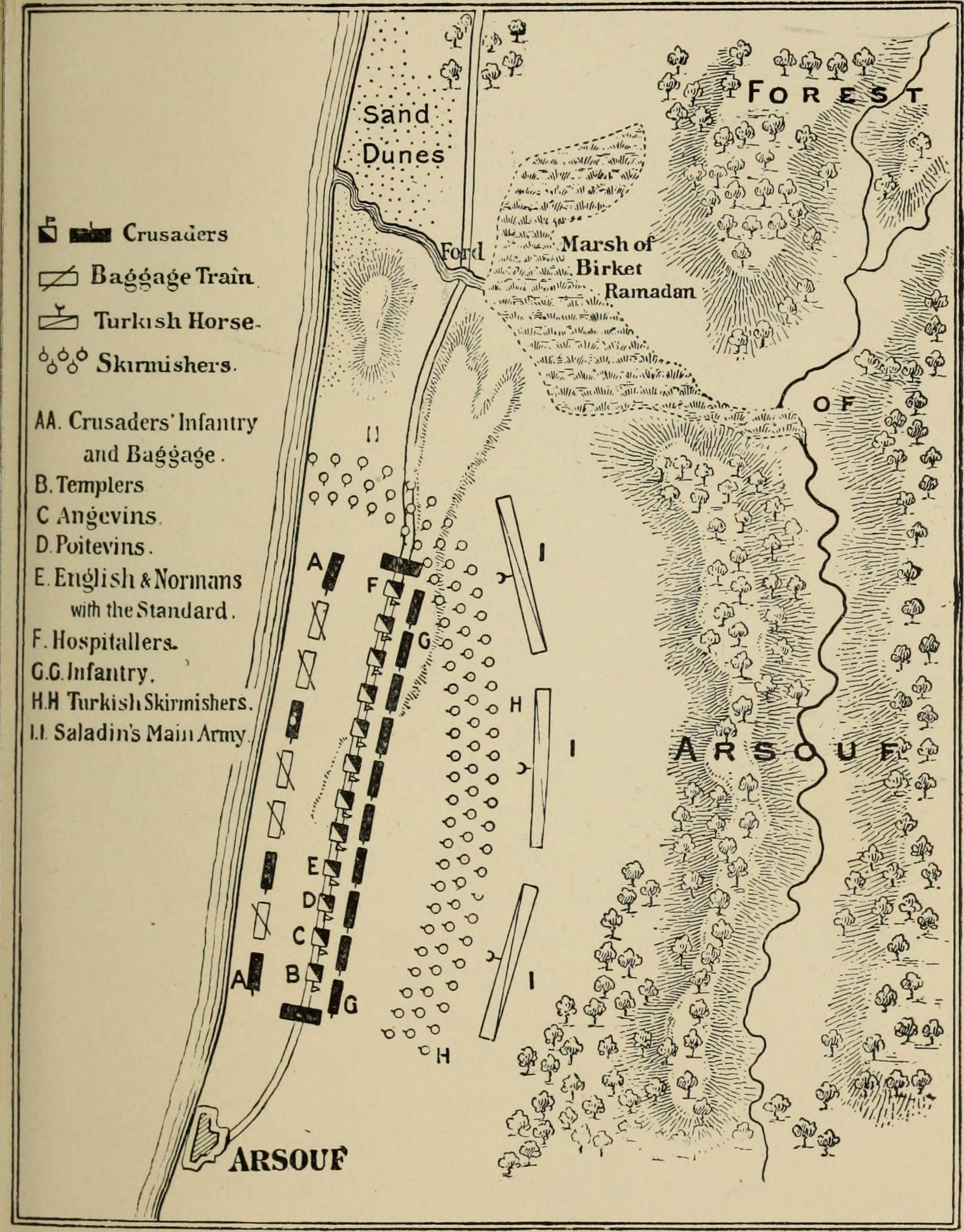
نبرد آرسوف: آرایش نظامی و تحرکات دو لشکر صلیبی و ایوبیان

پس از رهایی یافتن از مسئلهٔ مسلمانان اسیرشدهٔ عکا، در ۲۲ اوت ریچارد به همراه نیروهای صلیبی باقی‌مانده در عکا – از جمله دوک بورگوندی – در امتداد ساحل عازم جنوب و اشکلون شد. ناوگان صلیبی نیز همراه با حرکت نیروها، حرکت خود را به سمت جنوب برای حمایت از جناح راست سپاه صلیبی آغاز کرد. صلاح‌الدین که پس از ناکامی در شکستن محاصره عکا در شفرعم مستقر شده بود، پس از اطلاع از حرکت ریچارد، به موازات وی به حرکت درآمد و در تل قیمون اردو زد تا محلی برای نبرد با صلیبیون برگزیند. سپاه صلیبی به رهبری پادشاه انگلستان پس از عبور حیفا و قیصریه، با وجود حملات متعدد نیروهای ایوبی، به نزدیکی دشت پهناور آرسوف رسید که صلاح‌الدین آن محل را به عنوان محل نبرد خود با نیروهای صلیبی انتخاب کرده بود چراکه میدان کافی برای حرکت و مانور سواره‌نظام داشت و نیز به وسیله جنگل در سمت شرق، به خوبی مستور بود. در ۵ سپتامبر، ریچارد پیش از رسیدن به آرسوف درخواست مذاکره نمود و با العادل دیدار کرد اما برادر صلاح‌الدین خواسته وی که همان استرداد قلمروهای از دست‌رفته صلیبی بود را رد کرد تا برخورد مجدد نیروهای صلیبی با نیروهای صلاح‌الدین در ادامه لشکرکشی‌اش به سمت جنوب قطعی شود. در ۷ سپتامبر، ریچارد پیش از آغاز حرکت، آرایش نیروهای خود را به صورت دو صف در امتداد ساحل درآورد؛ آذوقه و تدارکات در کنار ساحل قرار گرفتند و پیاده‌نظامی به رهبری هنری شامپانی مأمور محافظت از آن شد. خود ریچارد نیز به همراه نیروهای انگلیسی و نورمن، در مرکز سپاه قرار گرفت. در جلوی قلب سپاه نیز، نیروهای گی لوزینیان و سواران معبد و پشت آن نیز نیروهای فرانسوی و سواران مهمان‌نواز قرار گرفتند که از سمت شرق توسط پیاده‌نظام محافظت می‌شدند.
در بامداد روز ۷ سپتامبر، صلاح‌الدین ایوبی حمله خود را آغاز کرد. نخست نیروهای پیشتاز و سبک‌اسلحه وی به صفوف نیروهای صلیبی یورش بردند تا نیروهای صلیبی زیر بارش تیر و نیزه قرار بگیرد. صلاح‌الدین نیز به همراه نیروهای اصلی خود در پی نیروهای پیشتاز از سمت جنگل‌های آرسوف به سمت ارتش صلیبی حرکت کرد. با وجود برهم خوردن و شکستن آرایش پیاده‌نظام، اما سواره‌نظام و شوالیه‌های صلیبی در برابر یورش نیروهای پیشتاز مقاومت کرده و آرایش خود را حفظ کردند. با وجود درخواست مکرر فرماندهان از ریچارد برای صادر کردن فرمان ضدحمله و یورش به سمت نیروهای صلاح‌الدین، ریچارد با تأکید بر صبر و شکیبایی، نخست درصدد باز آراستن آرایش نیروهای خود برآمد تا پس از مشاهده خستگی و آشفتگی در نیروهای پیشتاز مسلمان و نزدیک‌تر شدن نیروهای اصلی صلاح‌الدین، ضدحمله را آغاز کند. با این حال یکی از مارشال‌ها شوالیه‌های مهمان‌نواز، آرایش خود را شکست و به سمت نیروهای صلاح‌الدین یورش برد تا به دنبال آن نیز سایر سواران مهمان‌نواز و فرانسوی به سمت صفوف دشمن حمله کنند. ریچارد پس از مشاهده ضدحمله نیروهای مهمان‌نواز، برای حمایت از آنها، فرمان حمله عمومی را صادر کرد و خود در رأس نیروها به سمت نیروهای صلاح‌الدین یورش برد. صلاح‌الدین پس از مشاهده حملهٔ همه‌جانبه نیروهای صلیبی و درگیر برخی از جناح‌های سپاه اصلی با نیروهای صلیبی و همچنین رخنه‌کردن صلیبیون در صفوف ارتش خود، فرمان عقب‌نشینی به سمت لشگرگاه خود را صادر کرد تا تلفات کمتری به نیروهای وی وارد شود. هرچند نیروهای وی موفق شدند که پیشتازی نیروهای صلیبی در برابر لشگرگاه را دفع کنند و حتی ضدحمله‌ای را ترتیب دهند اما پیروزی در این نبرد از آن ریچارد و نیروهای صلیبی شد تا نخستین شکست صلاح‌الدین در برابر نیروهای صلیبی در نبردی در دشت باز پس از حطین رقم بخورد.
برخلاف نبردهای پیشین، نبرد آرسوف تلفات اندک و ناچیزی را به طرفین وارد کرد به نحوی‌که صلاح‌الدین پس از عقب‌نشستن و جمع‌کردن مجدد نیروهای خویش مجدداً آماده نبرد بود. با این حال این پیروزی نخستین پیروزی صلیبیون در نبردی در دشت باز در مقابل صلاح‌الدین بود تا تمثال شکست‌ناپذیری وی برای صلیبیون درهم بشکند و امید به بازپس‌گیری اورشلیم به اردوگاه صلیبیون و فرانک‌ها بازگردد. در مقابل نیز شکست در آرسوف بیش از پیش به وجه صلاح‌الدین ایوبی وارد کرد تا مسلمان بار دیگر نگران از دست‌رفتن مجدد اورشلیم این بار توسط ریچارد شوند. افزون بر این در آن ایام سالخوردگی و بیماری وی شدت گرفته بود، به نحوی که بنا به گفته رانسیمان همچون گذشته قدرت تصمیم‌گیری و اعمال قدرت خویش بر امیرانش را نداشت. در این شرایط، صلاح‌الدین نخست دستور به تخریب به استحکامات شهر یافا داد و نیروهای خود را از آنجا عازم اشکلون کرد. خود نیز عازم رمله در نزدیکی اورشلیم شد و منتظر حرکت بعدی پادشاه انگلستان و نیروهای صلیبی ماند.

### تصرف و بازسازی یافا
پس از پیروزی در آرسوف، ریچارد به همراه نیروهای صلیبی خویش به یافا رسید و پس از تصرف آن، با پشتیبانی تدارکاتی ناوگان دریایی خویش، کار بازسازی دیوار و استحکامات دفاعی آن را آغاز کرد. پس از استقرار نیروها در یافا، ریچارد برای ادامه جنگ صلیبی و لشکرکشی خود، ۳ انتخاب داشت؛ نخستین انتخاب حرکت به اورشلیم و بازپس‌گیری آن بود که بسیاری از نیروها و به‌خصوص نیروهای فرانسوی حاضر از آن استقبال می‌کردند اما ریچارد از اهمیت برقرار ماندن خطوط پشتیبانی خود از ساحل و دریا تا اورشلیم واقف بود و امکان قطع‌شدن این خط پشتیبانی توسط نیروهای صلاح‌الدین پس از حرکت به سمت اورشلیم را می‌داد. افزون بر این، اگر نیروهای صلیبی موفق به بازپس‌گیری اورشلیم نیز می‌شدند، پس از آن بسیاری از نیروها پس از انجام وظیفه مذهبی خود، به اروپا بازمی‌گشتند و نیرو و امکانات کافی برای بارون‌ها صلیبی محلی برای محافظت از سرزمین‌های باقی‌مانده نمی‌ماند. انتخاب دوم، ادامه لشکرکشی به سمت جنوب و بازپس‌گیری بندر اشکلون و احیای استحکامات دفاعی آن بود. این بندر از نخستین ایام آغاز جنگ‌های صلیبی در اراضی مقدس از اهمیت ویژه‌ای برخوردار بود و خود مسیحیان نیز پس از حدود ۶۰ سال از نخستین جنگ صلیبی موفق به تصرف آن شدند. ریچارد و نیروهای صلیبی با گرفتن کنترل مجدد این بندر می‌توانستند راه ارتباطی میان مصر و شام را قطع کنند تا صلاح‌الدین نتواند تدارکات و همچنین نیروهای کمکی لازم را از سمت مصر دریافت کند؛ بنابراین بازپس‌گیری اشکلون برای ادامه جنگ صلیبی و تداوم بیشتر دولت‌های صلیبی در آینده مهم و لازم بود. با این حال مسیحیان لشکرکشی به سمت اورشلیم و بازپس‌گیری آن شهر را به لشکرکشی به سمت جنوب ترجیح می‌دادند. در مقابل صلاح‌الدین که رمله حضور داشت، پس از محتمل دانستن لشکرکشی صلیبیون به سمت جنوب و بازپس‌گیری اشکلون، به همراه نیروهایش عازم این بندر شد و دستور به تخریب استحکامات دفاعی و دیوار این شهر بندری داد تا مانع از قطع‌شدن خطوط ارتباطی خود با مصر شود.
سومین گزینه ریچارد نیز که از پیشتر شروع شده بود، مذاکره با صلاح‌الدین برای رسیدن به توافق بود. ریچارد در آن ایام با مشکلاتی دست‌وپنجه نرم می‌کرد؛ پس از اتمام کار بازسازی یافا، بسیاری از نیروها صلیبی به عکا بازگشته و تلاش گی لوزینیان برای بازگرداندن آنها نیز ناموفق بود تا خود ریچارد مجبور شود به عکا برود. علاوه بر این، قدرت کنراد و طرفداران و هواخواهانش در شمال در حال افزایش بود. در قبرس نیز شورش‌هایی علیه نیروهای عامل ریچارد صورت گرفته بود که وی مجبور ساخت که این جزیره را به شوالیه‌های معبد بفروشد. در نهایت نیز اخباری از تحرکات فیلیپ در فرانسه سبب شده بود تا از اقدامات وی نگران و میل به مذاکره در وی بیش از پیش شود. در مقابل نیز شرایط دشوار صلاح‌الدین پس از شکست در عکا و آرسوف باعث شده بود تا صلاح‌الدین نیز آماده مذاکره با ریچارد و شنیدن پیشنهادهای او باشد. بدین ترتیب پادشاه انگلستان، هامفری تورون و سلطان ایوبی نیز برادرش، سیف‌الدین العادل، را به عنوان نمایندگان خود برای مذاکره انتخاب کردند.

### آغاز مذاکرات و بازسازی اشکلون
پس از رسیدن ریچارد به یافا، نمایندهٔ وی برای مذاکرات ابتدایی عازم لد، مقر نیروهای العادل شد ولی نخستین مذاکرات بدون نتیجهٔ خاصی به پایان رسید. همزان با مذاکرات ریچارد با صلاح‌الدین ایوبی، کنراد نیز بدون اطلاع ریچارد درصد فرستادن نمایندگانی (به رهبری رینالد صیدا) به جانب ایوبیان برای آغاز مذاکره برآمد. با این حال ریچارد نخست خواستار واگذاری اورشلیم و تمامی مناطق غربی اردن و همچنین استرداد صلیب مقدس شد که صلاح‌الدین پیشنهاد وی را رد کرد. در ۲۰ اکتبر، ریچارد پیشنهاد تازه‌ای مطرح نمود: او پیشنهاد کرد که العادل برادر صلاح‌الدین با خواهر بیوه‌اش، جوآنا، ازدواج کند و تمامی اراضی که صلاح‌الدین در اراضی مقدس مسخر کرده بود، به آنها واگذار شود. افزون بر این آزادی لازم برای رفت‌وآمد و زیارت به مسیحیان در اراضی مقدس اعطا و صلیب مقدس نیز به مسیحیان بازگردانده می‌شد. پس از رد این پیشنهاد از طرف العادل و جوآنا، ریچارد بار دیگر پیشنهاد ازدواج را مطرح کرد اما این بار با برادرزاده‌اش را مطرح کرد که این پیشنهاد نیز رد شد. در همان ایام نمایندگان کنراد به صلاح‌الدین پیشنهاد داده بودند که در اعضای امنیت و ترک مخاصمه با صیدا و بیروت، عکا را به مسلمانان واگذار کنند. پیشنهادهای کنراد و ریچارد سبب شد تا صلاح‌الدین شورایی را برای مذاکرات ترتیب داد و در این شورا اصول پیشنهادهای ریچارد پذیرفته شد اما مشاهده نمایندگان کنراد در اردوگاه ایوبیان توسط همراهان هامفری سبب شد تا مذاکرات میان طرفین متوقف شود.
با آغاز زمستان سال ۱۱۹۱، صلاح‌الدین بخشی از نیروهای خود را مرخص کرد و خود عازم اورشلیم شد اما در مقابل با رسیدن نیروهای تازه‌نفس از عکا، ریچارد به همراه نیروهایش عازم شد تا از آنجا به سمت اورشلیم لشکرکشی کند. برخورد نیروهای صلیبی با نیروهای محلی و پاسبان‌های صلاح‌الدین در مسیر به سمت اورشلیم سبب شد تا صلاح‌الدین بار دیگر نیروهای خود را فرابخواند. ریچارد عید میلاد مسیح را در نطرون گذراند و در ۳ ژانویه ۱۱۹۲ به بیت نوبه در نزدیکی اورشلیم رسید. اما شرایط سخت آب‌وهوایی همچون وقوع طوفان و بارش‌های سیل‌آسا و همچنین کمبود تدارکات و مواد غذایی در اردوگاه صلیبیون سبب شد تا ریچارد پس از پیشنهاد نیروهای معبد و مهمان‌نواز دستور به عقب‌نشینی نیروهای به سمت یافا دهد. این تصمیم برخی از نیروها همچون فرانسویان را واداشت که از سپاه اصلی جدا شده و عازم عکا شوند. در این شرایط ریچارد شورایی را در ۲۰ ژانویه برپا کرد که طی آن تصمیم گرفته شد تا نیروهای صلیبی از مسیر رمله عازم اشکلون شوند و استحکامات و دیوارهای آنجا را بازسازی کنند. بدین ترتیب ریچارد به همراه نیروهای صلیبی عازم اشکلون شد و بازسازی آنجا را آغاز کرد. صلاح‌الدین در مقابل نیز با دانستن اهمیت اشکلون، دست به اقدامی نزد و منتظر ماند تا ضمن رسیدن نیروهای کمکی از موصل و جزیره، نیروهای باقی‌مانده نیز کمی استراحت کنند.

### بحران پادشاهی اورشلیم و قتل کنراد
در فوریه ۱۱۹۲، ریچارد در اشکلون از کنراد خواست که برای بازسازی آن قلعه با وی همکاری کنند اما کنراد درخواست او را رد کرد. همچنین باقی‌ماندهٔ نیروهای فرانسوی به رهبری دوک بورگوندی پس از اطلاع از وضعیت مالی ریچارد و کمبود منابع مالی، خود اشکلون را رها و عازم عکا شدند. در عکا نیز منازعات میان جنوایی‌ها و پیزایی‌ها شدت گرفته بود؛ نیروهای پیزا توانستند کنترل شهر را به نام گی لوزینیان به مدت ۳ روز در دست بگیرند. ریچارد در این شرایط به اجبار برای برقراری سازش میان نیروهای مسیحی در عکا عازم آن شهر شد و در ۲۰ فوریه به آن شهر رسید. شدت‌گرفتن اختلافات میان ریچارد و کنراد سبب شد که گفتگو میان آنها بدون نتیجهٔ خاصی به پایان برسد اما ریچارد را واداشت بیش از پیش درصدد صلح با صلاح‌الدین برآید. بدین ترتیب نمایندگان خود را عازم اورشلیم کرد تا به ملاقات العادل روند. در ۲۰ مارس، العادل به نمایندگی از برادرش پیشنهادهات خود را مطرح کرد. طی این پیشنهاد، مسیحیان تمام آن شهرها و قلعه‌هایی را که فتح کرده بودند می‌توانستند برای خود حفظ کنند. همچنین به آنها اجازه زیارت اماکن مقدس اورشلیم داده و صلیب مقدس نیز به مسیحیان بازگردانده می‌شد. در این شرایط بود که طرفین به توافق و سازش نهایی امیدوار شدند.
رسیدن اخبار از شرایط پادشاهی انگلستان و همچنین منازعات و اختلافات میان سران صلیبی که بیش از پیش می‌شد، ریچارد را واداشت تا شورایی را برای حل مسئله پادشاهی برپا کنند و همه بزرگان را به این جلسه فرابخواند. طی این جلسه ریچارد اعلام کرد که قصد دارد به‌سرعت عازم اروپا شود بنابراین سران صلیبی برای انتخاب میان کنراد و گی مختار هستند. در نهایت طی این شورا رای به پادشاهی کنراد داده شد و ریچارد نیز انتخاب آنها را پذیرفت. همچنین مقرر شد پس از تاج‌گذاری کنراد، وی به همراه نیروهای خود عازم اشکلون شود و به نیروهای ریچارد بپیوندند. در ۲۸ آوریل ۱۱۹۲ کنراد پس از دیدار به دوست خود عازم خانه شده بود، توسط دو تن از نیروهای اسماعیلی به قتل رسید تا شرایط پادشاهی بار دیگر بحرانی شود. با این حال پس از قتل کنراد، با اصرار مردم صور و همچنین مورد تأیید بودن هنری شامپانی از سمت طرفین، وی به عنوان همسر ایزابلا و پادشاه آینده انتخاب شد. سرانجام در ۵ مه ۱۱۹۲، یک هفته پس از قتل کنراد، مراسم ازدواج هنری و ایزابلا برگزار و هنری به عنوان پادشاه هم‌نشین جدید برگزیده شد. پس از ازدواج هنری با ایزابلا، گی لوزینیان که دیگر امیدی نداشت، به دستور پادشاه انگلستان عازم قبرس شد که پیشتر شوالیه‌های معبد آن را به ریچارد بازگردانده بودند.

### آخرین اقدامات
با حل‌شدن مسئلهٔ پادشاهی، ریچارد از هنری دعوت کرد که در اشکلون به وی بپیوندد. در همان حین اخباری از شورش یکی از برادرزادگان صلاح‌الدین در بین‌النهرین رسید که ریچارد واداشت تا پیش از امضا و نهایی شدن توافقش با صلاح‌الدین ایوبی، آخرین اقدامات خود را انجام دهد. ریچارد نخست عازم داروم شد و توانست پس از ۵ روز نبرد شهر را که آخرین دژ صلاح‌الدین بر کرانه اراضی مقدس بود، تصرف کند. با پیروزی امیدوارکنندهٔ در داروم، پس از پیوستن نیروهای فرانسوی و هنری به وی، نیروهای صلیبی بار دیگر خواهان لشکرکشی به سمت اورشلیم شدند اما خبرهای ناگوار از انگلستان و ترس ریچارد از عاقبت نظامی این لشکرکشی، مانع از حرکت نیروهای صلیبی به سمت اورشلیم شد. در ۷ ژوئن ۱۱۹۲، بار دیگر صلیبیون به تکاپو افتادند و با پیمودن راه به سمت شرق، ابتدا به رمله سپس لطرون و ذر آخر بیت نوبه رسیدند و به مدت یک ماه برای کسب آمادگی لازم برای حمله به اورشلیم، در این منطقه اقامت کردند. صلاح‌الدین نیز پس از سرکوب شورشیان، به همراه نیروهای تازه‌نفس از موصل و جزیره، در اورشلیم مستقر و آماده نبردی دیگر با ریچارد شد. اما کمبود آذوقه به دلیل خشکسالی و کمبود باربر و تجهیزات لازم لشکرکشی، حرکت صلیبیون به سمت اورشلیم را غیرممکن کرده بود بنابراین طرفین به زدوخوردهای کوچک در منطقه بسنده کردند.
در ۲۰ ژوئن، صلیبیون از لشکرکشی به اورشلیم عاجز بودند و در اجرای طرح حمله به مصر مردد، که خبر عبور کاروان بزرگی از مصر به سمت اورشلیم رسید. ریچارد بی‌وقفه عازم خویلفه شد و توانست کاروان را در حبرون غربی، بدون مشکل خاصی تصرف کند. رسیدن این خبر به صلاح‌الدین موجب مشوش و عصبانیت وی شد زیرا طی توافقات قبلی با شاهان قبلی اورشلیم، هرگونه حمله به کاروان‌های تجاری منع شده بود. با این حال صلاح‌الدین دستور داد تا تمامی چاه و مزارع بین بیت نوبه و اورشلیم را تخریب و مسدود کنند تا شرایط عبور از این راه بر صلیبیون دشوار شد. سپس سلطان ایوبی با تشکیل جلسه‌ای با بزرگان کشوری و لشکری حکومت خود، خواهان پایداری و ایستادگی در اورشلیم در برابر صلیبیون و ریچارد شد، هرچند برخی فرماندهان سپاه وی، با این تصمیم موافق نبودند. اما اوضاع صلیبیون به نفع صلاح‌الدین تمام شد چراکه صلیبیونِ امید به تجهیزات و آذوقه، خود را آماده جنگ می‌کردند که بار دیگر اختلافات بین فرانسویان و انگلیسی‌ها شعله‌ور شد. دلیل اختلافات رسیدن خبر مسدود شدن چاه‌ها بود که انگلیسی‌ها به ریچارد در مورد کمبود آب آشامیدنی هشدار داده بودند اما فرانسویان سخنان آن‌ها را رد و خواهان سریع به سمت اورشلیم بودند. با این حال ریچارد با بیم کمبود آب و اتفاق حادثه‌ای مانند حطین، از ادامه لشکرکشی منصرف و به سمت یافا عقب نشست تا منتظر زمان مناسب دیگری باشد.
با بازگشت ریچارد به یافا، باز مسیر مذاکره در پیش گرفت تا از این طریق به‌سرعت مسئله را حل کند و عازم انگلستان شود؛ بنابراین او برای نشان دادن حسن‌نیت خود، برادرزاده‌اش را عازم اورشلیم کرد تا صلاح‌الدین برای بسته‌شدن صلحی بین طرفین قانع شود. صلاح‌الدین نیز پس از مشورت، موافقت خود را با شرط نابودی دژ اشکلون اعلام کرد اما ریچارد به این شرط تن نداد. حتی صلاح‌الدین پیشنهاد داد در عوض اشکلون، لد را به مسیحیان واگذار می‌کند اما این پیشنهاد وی نیز از جانب ریچارد رد شد.

### تلاش صلاح‌الدین برای بازپس‌گیری یافا

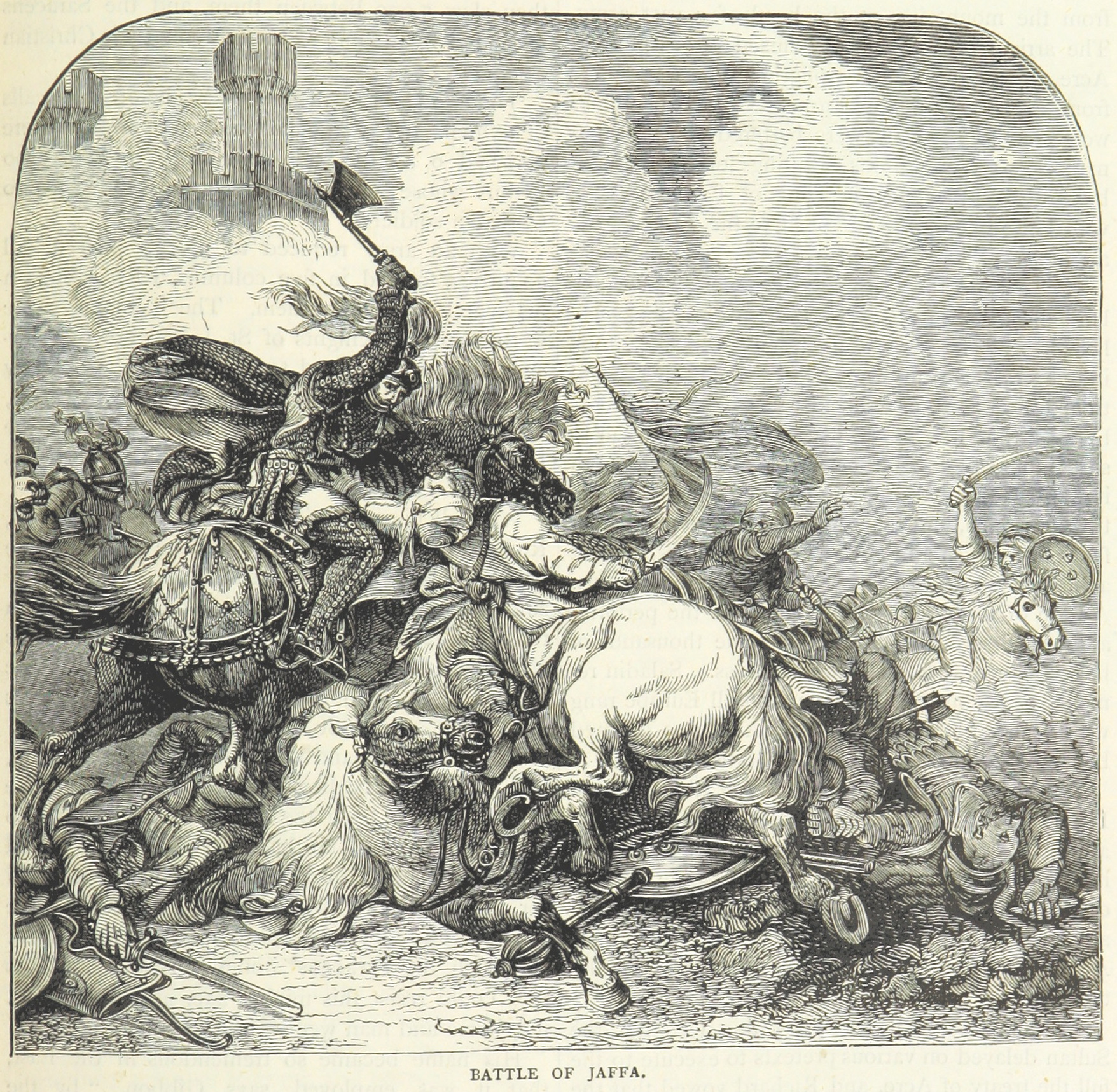
نبرد یافا، جیمز گرنت، متعلق به سال ۱۸۷۳ میلادی

در ایامی که مذاکرات میان طرفین ادامه داشت، ریچارد به همراه بخشی از نیروهای عازم عکا شد تا پس از یورش به بیروت و فتح آنجا، به سمت اروپا حرکت کند. در این شرایط، صلاح‌الدین ایوبی از حرکت ریچارد و نیروهای سمت شمال استفاده کرد و در ۲۷ ژوئیه از اورشلیم به سمت یافا روانه شد و حملهٔ خود را علیه آن شهر آغاز کرد. پس از ۳ روز نیروهای وی موفق شدند به شهر وارد شده و آنجا را تحت کنترل خود درآوردن اما دژ شهر در برابر یورش نیروهای ایوبی و مسلمانان مقاومت کرد. در همین حین اخبار یافا به ریچارد رسید و او به‌سرعت به همراه نیروهای جنوا و پیزا از سمت دریا و خشکی عازم جنوب شد اما وزیدن بادهای مخالف حرکت او را به سمت یافا به تأخیر انداخت. در ۳۱ ژوئیه، هنگامی نیروهای دژ شهر درصدد تسلیم‌شدن بودند، ناوگان دریایی ریچارد به نزدیکی یافا رسید. ریچارد به همراه نیروهایش در نزدیکی دژ پیاده و به سمت نیروهای ایوبی در شهر یورش بردند. در اندک زمانی نیروهای ایوبی درهم شکستند تا صلاح‌الدین فرمان عقب‌نشینی نیروهایش از شهر یافا را صادر کند. شکست نیروهای صلاح‌الدین در یافا، او را واداشت تا بار دیگر مذاکرات خود آغاز کند و خواهان واگذاری یافا و اشکلون شود تا مرز پادشاهی صلیبی به قیصریه محدود بماند. اهمیت اشکلون برای صلیبیون و شخص ریچارد سبب شد تا وی پیشنهاد صلاح‌الدین را مجدداً رد کند.
با اطلاع از نزدیک نبودن لشکر اصلی و همچنین نیروهای کم ریچارد در یافا، صلاح‌الدین بار دیگر تصمیم گرفت پیش از رسیدن نیروهای اصلی به یافا حمله کند. در صبح ۵ اوت ۱۱۹۲، نیروهای صلاح‌الدین یورش خود را به سمت شهر آغاز کردند و در مقابل نیز نیروهای ریچارد که مشتمل بر نیروهای مدافع شهر و همچنین ۵۴ شوالیه و ۲۰۰ نیرو پیاده‌نظام و کماندار در برابر نیروهای مسلمان مقاومت کردند. سبک بودن تجهیزات نیروهای ایوبی، استراتژی دفاعی نیروهای مدافع و همچنین بارش تیرها از جانب کمانداران صلیبی سبب شد تا ضدحمله صلاح‌الدین دفع و حمله نیروهای ریچارد به سمت اردوگاه مسلمانان آغاز گشت تا صلاح‌الدین مجبور به عقب‌نشینی به سمت اورشلیم شود.

## معاهدهٔ یافا و پایان جنگ
با وجود پیروزی ریچارد در یافا، تغییری در وضعیت نیروهای صلیبی در اراضی مقدس پدید نیامد؛ صلاح‌الدین ایوبی همراه نیروهای تازه‌نفسی که از مصر و شام رسیده بودند، بار دیگر عازم رمله شد. بیماری ریچارد نیز در آن ایام بار دیگر شدت گرفته بود و اخبار رسیده از اروپا او را بیشتر از پیش نگران می‌کرد. بدین ترتیب ریچارد با وساطت العادل بار دیگر مذاکرات خود را صلاح‌الدین آغاز کرد. اما صلاح‌الدین همچنان بر شرط واگذاری اشکلون و تخریب استحکامات دفاعی آن تأکید می‌کرد و پافشاری می‌نمود. در ۲۸ اوت آخرین پیشنهاد سلطان ایوبی را به اطلاع ریچارد رساند و ۵ روز بعد، در ۲ سپتامبر ۱۱۹۲، ریچارد بالاخره با شروط مطرح‌شده از جمله واگذاری اشکلون و تخریب استحکامات دفاعی آن موافقت کرد تا معاهدهٔ صلح ۵ ساله میان طرفین به امضا رسد. طبق این معاهده صلح، تمامی شهرها و دژهای ساحلی تا یافا جنوب نصیب مسیحیان و پادشاهی در تبعید اورشلیم می‌شد اما اشکلون و تمامی استحکامات آن تخریب شدند. همچنین به زائران مسیحی اجازه زیارت آزادانه از اماکن مقدس خود اعطا شد تا از آن زمان به بعد مسیحیان و مسلمانان (حتی تاجران) بتوانند آزادانه در خاک یکدیگر تردد کنند.
پس از امضا شدن معاهده و صلح یافا که به رمله نیز شهرت یافته است، بسیاری از صلیبیون بدون سلاح و ادوات نظامی به‌صورت گروهی به اورشلیم رفتند تا از اماکن مقدس بازدید کنند. در حین زیرت گروهی از مسیحیان و صلیبیون، با تقاضای اسقفان حاضر از صلاح‌الدین ایوبی، سلطان با خدمت‌کردن دو اسقف لاتینی در آرامگاه مقدس، بیت‌لحم و ناصره موافقت کرد. هرچند صلاح‌الدین با درخواست مشابه از جانب قسطنطنیه و ارمنستان مخالفت کرد. با این حال ریچارد خود شخصاً به زیارت نرفت و در عوض عازم عکا شد. پس از پرداختن به امور شخصی و مالی خود، در ۲۹ سپتامبر به همراه همسر و خواهرش از بندر عکا عکا عازم اروپا شد.

## نتایج

### وضعیت پادشاهی اورشلیم
با پایان‌یافتن جنگ صلیبی پادشاهان، گرچه مسیحیان در بازپس‌گیری شهر مقدس اورشلیم ناکام ماندند اما توانستند با تسخیر کرانه ساحلی اراضی مقدس و شهرهایی همچون عکا و یافا، از پادشاهی در تبعید اورشلیم در برابر سقوط حداقل تا یک قرن حفاظت کنند. هنری شامپانی، پادشاه جدید که هرگز رسماً تاج‌گذاری نکرد، از فرصت منازعات داخلی در قلمروی ایوبیان بهره جست و به مرور به سامان امور پادشاهی پرداخت اما مسئله انتخاب اسقف‌اعظم پادشاهی و عدم مشورت با وی سبب شد تا با برخی از بزرگان و روحانیون کلیسا به اختلاف بخورد و حتی دستور به دستگیری برخی از اهالی کلیسا دهد. اختلافات موجود میان هنری و برخی از بزرگان قلمرو سبب شد تا هواخواهان پیزایی گی لوزینیان درصدد به اختیار گرفتن کنترل شهر صور و اعطای آن به گی برآمدند. هنری با اطلاع از این مسئله دستور به دستگیری سران پیزایی و تقلیل جمعیت آنان در آن قلمروی پادشاهی داد. در این میان، سرانجام در سال ۱۱۹۴ میان هنری و اهالی پیزایی صلح و مصالحه برقرار شد و زمین‌هایشان در عکا به آنا بازپس داد شد. همچنین مرگ گی لوزینیان نیز در همان سال به آشتی میان نیروهای مختلف در قلمروی پادشاهی کمک کرد.
پس از مرگ گی، قلمروی قبرس با وجود وصیت گی مبنی بر جانشینی جافری، این قلمرو به آموری واگذار شد. آموری برادر گی لوزینیان از بزرگان قلمروی صلیبی بود که پیشتر به‌خاطر هواخواهی از پیزایی‌ها دستگیر اما با اصرار شوالیه‌های معبد و مهمان‌نواز و همچنین برخی بزرگان پادشاهی آزاد اما از مقام خود عزل شده بود. پس از رسیدن آموری به قبرس و گرفتن قدرت در آن جزیره، تلاش برقراری آشتی میان پادشاهی اورشلیم و قبرس آغاز شد تا اینکه سرانجام دو طرف در دیداری با یکدیگر، طرح اتحادی نزدیک را پی‌ریزی کردند که آینده نسل دو پادشاهی یکی می‌شد. با این حال آموری تلاش‌های خود برای به رسمیت شناخته‌شدن پادشاهیش آغاز کرد و توانست اعتماد و بیعت امپراتور مقدس روم، هاینریش، را در سال ۱۱۹۷ به دست آورد.

### منازعات داخلی ایوبیان
با وجود موفقیت‌آمیز بودن جهاد صلاح‌الدین ایوبی برای بازپس‌گیری بخش اعظمی از اراضی مقدس و اورشلیم، اما پس از جنگ صلیبی سوم و حفظ بخش اعظمی اراضی مقدس برای مسلمانان، در شرق مدیترانه شرایط برای جنگ با صلیبیون برای مسلمانان مساعد نبود؛ بعد از مرگ صلاح‌الدین، دولت واحدی که وی در مصر، شامات، یمن، حجاز، جزیره و اراضی مقدس به وجود آورده بود، میان خاندانش تقسیم شد تا وحدتی که در جبهه اسلام در دوره وی پدیده آمده، از میان برود. هرچند صلاح‌الدین، فرزند ارشدش، الافضل، را آماده ساخته بود اما توزیع میراث حکومتش میان سایر فرزندانش سبب شد تا انشقاقی در حکومت ایوبی پس از مرگ وی پدید بیاید؛ نخست قلمروی ایوبی میان دو فرزند ارشد صلاح‌الدین یعنی الافضل (شامات) و العزیز عثمان (مصر) تقسیم گشت تا منازعه میان در خاندان ایوبی با اختلافات میان دو برادر آغاز گردد اما با اعلام دعوی برادر صلاح‌الدین، العادل، که پس از مدتی حکومت مصر را از یعنی العزیز عثمان گرفته بود، منازعات داخلی در میان خاندان ایوبی وارد مرحله جدید شد. تا سال ۱۲۰۰، العادل موفق شد برادرزاده‌هایش را کنار زده و خود را حاکم دولت ایوبی — که توسط صلاح‌الدین پی‌ریزی شده بود — گرداند تا بار دیگر وحدتی در دولت ایوبی پدید آید. او برای ادارهٔ بهتر حکومتش، کنترل سه منطقهٔ مهم را به سه پسر خود واگذار کرد. بزرگ‌ترین آن‌ها الکامل، مصر را تحت کنترل گرفت، المعظم عیسی، شامات و اراضی مقدس را تحت ادارهٔ خود درآورد و الاشرف موسی، جزیره را مقر فرمانروایی خود قرار داد؛ اما هیچ‌یک از این اقدامات بدون اعتراض و شورش مردم صورت نگرفت، بدین‌رو العادل بسیار متمایل بود تا مادامی که درگیر مشکلات داخلی است، با مسیحیان در صلح باشد. به همین جهت پس از پایان یافتن جنگ صلیبی آلمانی‌ها در سال ۱۱۹۷، پیمان صلح دولت ایوبی را با دولت در تبعید اورشلیم در ژوئن ۱۱۹۸ به مدت سال ۵ سال تمدید کرد و این توافق سال ۱۲۰۴ و اعلام جنگ صلیبی جدید ادامه یافت.

### بازپس‌گیری بیروت

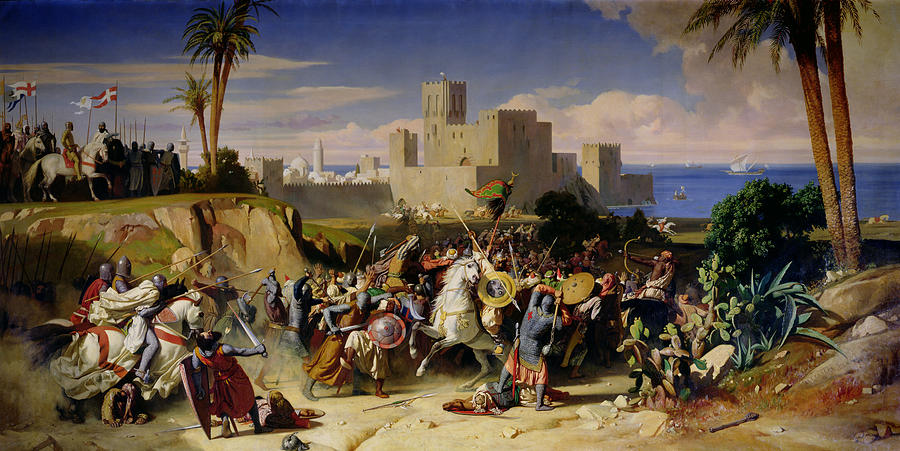
بازپس‌گیری بیروت، از الکساندر هسه، قرن ۱۹ میلادی

با ناکام ماندن آلمانی‌ها در رسیدن به اهداف خود پس از غرق‌شدن امپراتورشان، فریدریش بارباروسا، طی جنگ صلیبی سوم، پسرش هاینریش ششم پس از تاج‌گذاری به‌عنوان امپراتور مقدس روم و همچنین فتح سیسیل، با تمام توافق آتش‌بس یافا در سال ۱۱۹۵/۱۱۹۶ در اراضی مقدس، وی در سال۱۱۹۴ برای تکمیل کار ناتمام پدرش خویش صلیب برگرفت و اعلام نمود سپاهی را عازم اراضی مقدس خواهد نمود اما خود شخصاً در این جنگ صلیبی حضور نخواهد داشت. با علم به مشکلات پیش‌آمده در طی حرکت فریدریش دوم به سمت اراضی مقدس، هاینریش درصدد جلب نظر امپراتوری بیزانس و همچنین همراهی و اتحاد با دولت‌های کیلیکیه و قبرس برای بالا بردن احتمال موفقیت این لشکرکشی برآمد که در این امر کامیاب نیز بود.
در میانه آماده‌سازی و حرکت نیروهای آلمانی به سمت اراضی مقدس بود که هاینریش پیش از عزیمت به سمت بندر مسینا، در دسامبر ۱۱۰۹۷ درگذشت. این اتفاق منجر به دو دستگی در امپراتوری میان دو مدعی قدرت یعنی فیلیپ و اوتو شد تا اشراف آلمانی که صلیب گرفته بودند برای حفظ قدرت و همچنین حفظ منافع خویش، پیش از انتخاب امپراتور جدید، به آلمان بازگردند. با این حال حرکت بخش اعظمی از نیروهای آلمانی به سمت اراضی مقدس ادامه یافت و نیروهای صلیبی آلمانی موفق شدند نخست سواحل میان دو شهر صور و طرابلس را مسخر کنند. پس از تصرف بیروت و در ادامه صیدا در سال ۱۱۹۸ توسط آلمانی‌ها این جنگ صلیبی با موفقیت صلیبیون به پایان رسید.

### تلاش اروپا برای فتح مجدد اورشلیم
پاپ اینوسنت سوم (دوره پاپی:۱۱۹۸–۱۲۱۶)، مدت کوتاه پس از انتصابش، فراخوان جدیدی برای جنگ صلیبی را اعلام کرد. اینوسنت که توانسته بود قدرت و نفوذ کلیسای لاتین را وسعت بخشد، درصدد بازپس‌گیری و کنترل مجدد سرزمین فلسطین به‌خصوص شهر اورشلیم بود. او معتقد بود که تمام جهان مسیحیت باید در رسیدن به این هدف بسیج شوند؛ بنابراین، دستور داد تا تمام افراد آماده جنگ شوند و در تمام کلیساها به جمع‌آوری اعانه اقدام کنند. با این حال، اینوسنت نیز با همان مشکلاتی روبه‌رو بود، که گریگوری هشتم هنگام فراخوان جنگ صلیبی سوم گرفتارش شد. یک بار دیگر پادشاه انگلستان و فرانسه درگیر جنگ با یکدیگر شدند. امپراتوری مقدس روم نیز بین دو مدعی قدرت، فیلیپ سوابی و اوتو برنشویک، تقسیم شده بود و در شرایط بدتری به سر می‌برد. بدین ترتیب بسیاری از مردان مبارز در اروپا درگیر جنگ با هم بودند. با این حال بارون‌های فرانسوی پس از صلح میان انگلستان و فرانسه در نهایت پذیرفتند، که در یک جنگ صلیبی دیگر شرکت کنند. صلیبیون برای این منظور، راه دریایی از طریق مدیترانه را برگزیدند. برای تأمین کشتی‌های مورد نیاز با انریکو داندولو، حاکم جمهوری ونیز، قرارداد بستند. داندولو کشتی‌ها را فراهم کرد، اما صلیبیان قادر به پرداخت هزینه‌های هنگفت آن نبودند؛ لذا داندولو از آن‌ها خواست که در عوض بدهی‌شان با حمله به شهر بندری زادار آن را تحت اطاعت جمهوری ونیز درآورند. پس از حمله به زادار و غارت آن، صلیبیون دوباره متوجه شدند که از عهده بازپرداخت اجاره کشتی‌های داندولو برنمی‌آیند. در همین اثنا آلکسیوس چهارم، شاهزاده تبعیدی بیزانسی، از صلیبیون درخواست کرد، که در ازای بازپس‌گیری امپراتوری، بدهی جمهوری ونیز را بپردازد. به همین دلیل رهبران صلیبی تصمیم‌گرفتند تا به قسطنطنیه بروند. آن‌ها پس از حمله به شهر، موفق شدند آلکسیوس چهارم را بر تخت بنشانند، اما او حاضر نشد بیش از نیمی از مبلغ را بپردازد. سپس، در اثر مخالفت مردم قسطنطنیه از امپراتوری خلع شد. پس از یک‌سری سوءتفاهم‌ها و نبردها، نهایتاً صلیبیون، قسطنطنیه را در سال ۱۲۰۴ تسخیر و آن را غارت کردند و بسیاری از اهالی شهر را از دم تیغ گذراندند.

## منبع‌شناسی